# Pałac Kultury i Nauki
Pałac Kultury i Nauki, PKiN (do 1956 Pałac Kultury i Nauki im. Józefa Stalina) – drugi pod względem wysokości całkowitej budynek w Polsce. Znajduje się w warszawskiej dzielnicy Śródmieście, przy placu Defilad 1.
Właścicielem gmachu jest miasto stołeczne Warszawa, zarządza nim miejska spółka Zarząd Pałacu Kultury i Nauki Sp. z o.o. Pałac jest siedzibą Rady m.st. Warszawy, która obraduje w Sali Warszawskiej. W 2007 budynek został wpisany do rejestru zabytków.
Pałac stanowił „dar narodu radzieckiego dla narodu polskiego”. Wybudowany został w latach 1952–1955 według projektu radzieckiego architekta Lwa Rudniewa, który inspirował się moskiewskimi drapaczami chmur (znanymi poza Rosją jako Siedem Sióstr), wzorowanymi na amerykańskich wieżowcach w stylu art déco. Architektonicznie jest mieszanką realizmu socjalistycznego i historyzmu. Razem ze wspornikiem antenowym, będącym integralną częścią iglicy, ma wysokość 237 metrów.
Pałac jest siedzibą wielu przedsiębiorstw i instytucji użyteczności publicznej, w tym czterech teatrów (Studio, Dramatyczny, Lalka, 6. piętro), dwóch muzeów (Narodowego Muzeum Techniki i Muzeum Ewolucji PAN), kina „Kinoteka”, Uniwersytetu Civitas, władz Polskiej Akademii Nauk oraz Rady Doskonałości Naukowej. Organizowane są tam także różnego typu wystawy i targi – od 1958 przez wiele lat odbywały się tam Międzynarodowe Targi Książki i towarzyszące im kiermasze, a także przez kilka lat (na przełomie XX i XXI wieku) targi Komputer Expo. Mieszczą się w nim sala konferencyjno-widowiskowa na 3000 osób (Sala Kongresowa, nieczynna od 2014) oraz Pałac Młodzieży z basenem.
Przed głównym wejściem (od strony ul. Marszałkowskiej) znajdują się dwie rzeźby: Adama Mickiewicza dłuta Stanisława Horno-Popławskiego oraz Mikołaja Kopernika autorstwa Ludwiki Nitschowej.

## Historia

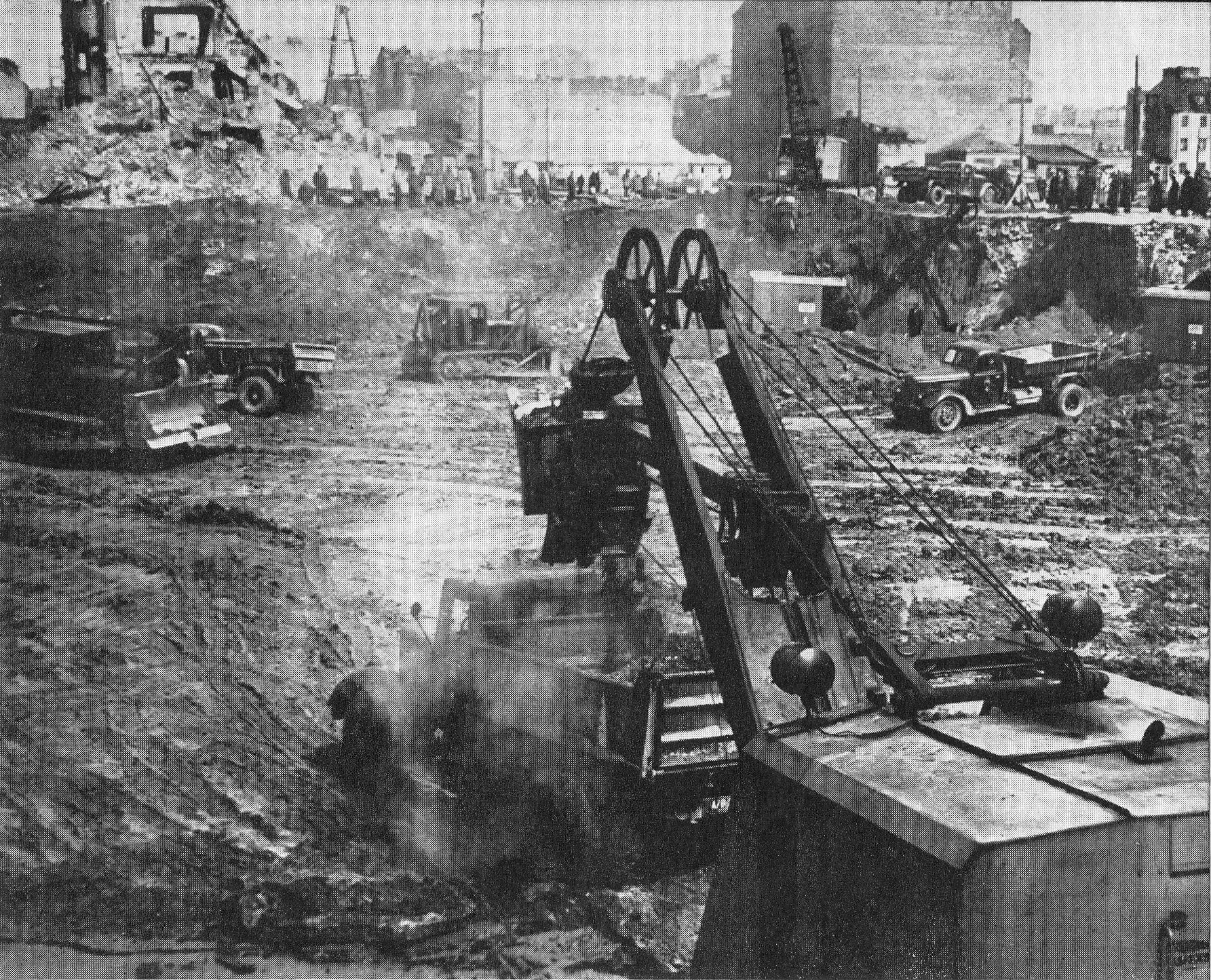
Wykopy pod fundamenty gmachu, 1952

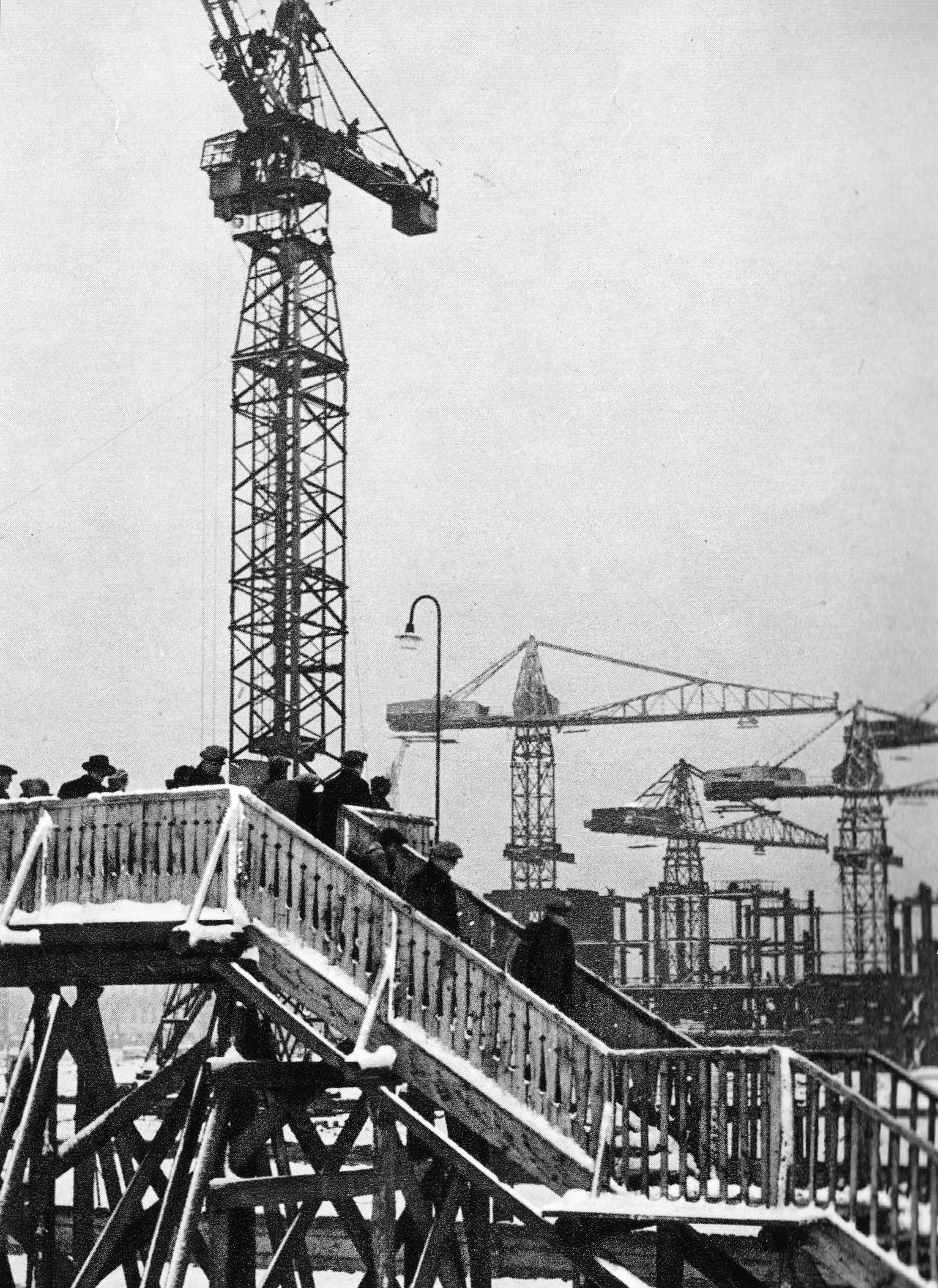
Mieszkańcy Warszawy obserwujący budowę Pałacu Kultury i Nauki ze specjalnej platformy widokowej, 1953

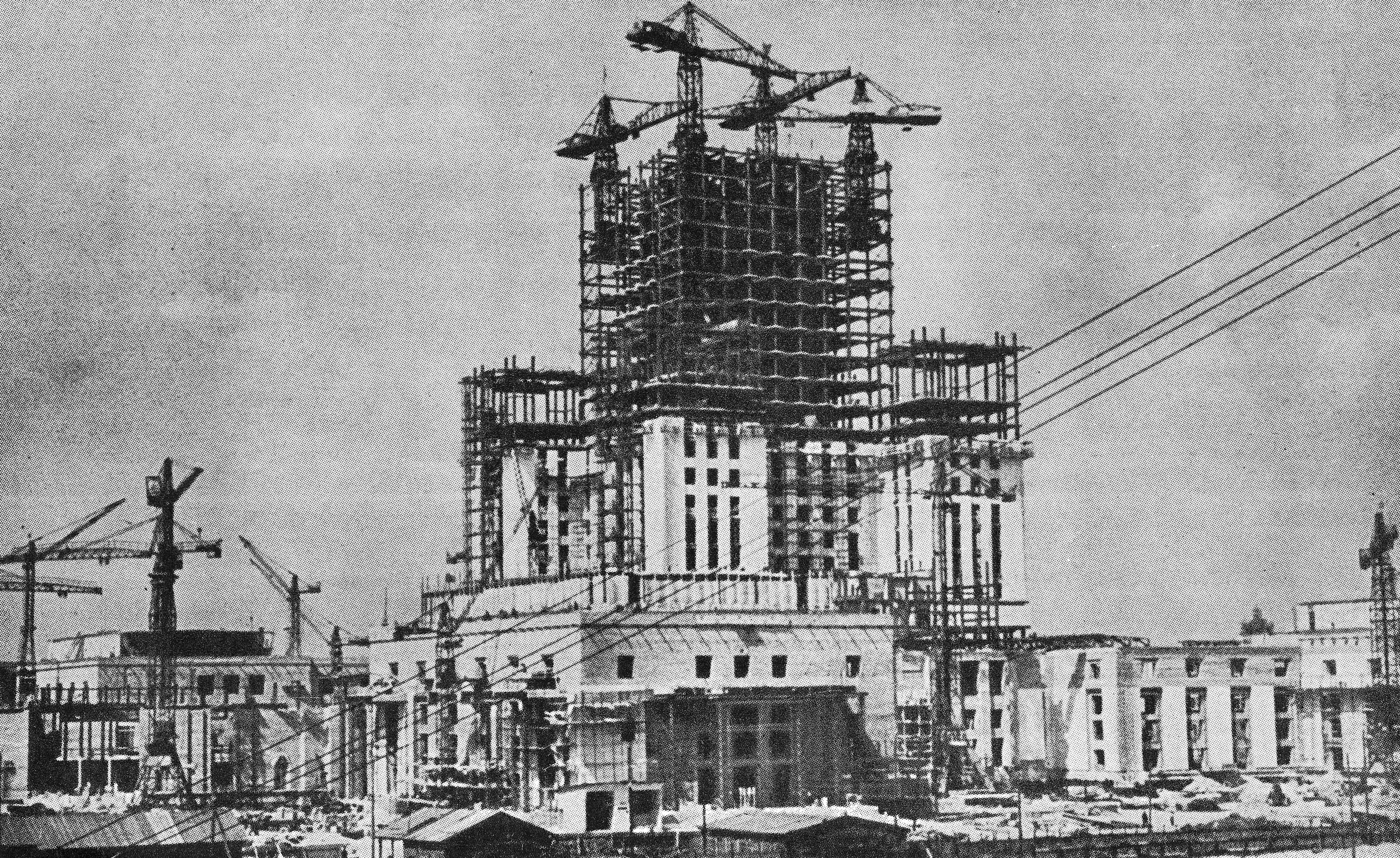
Budowa pałacu w 1953

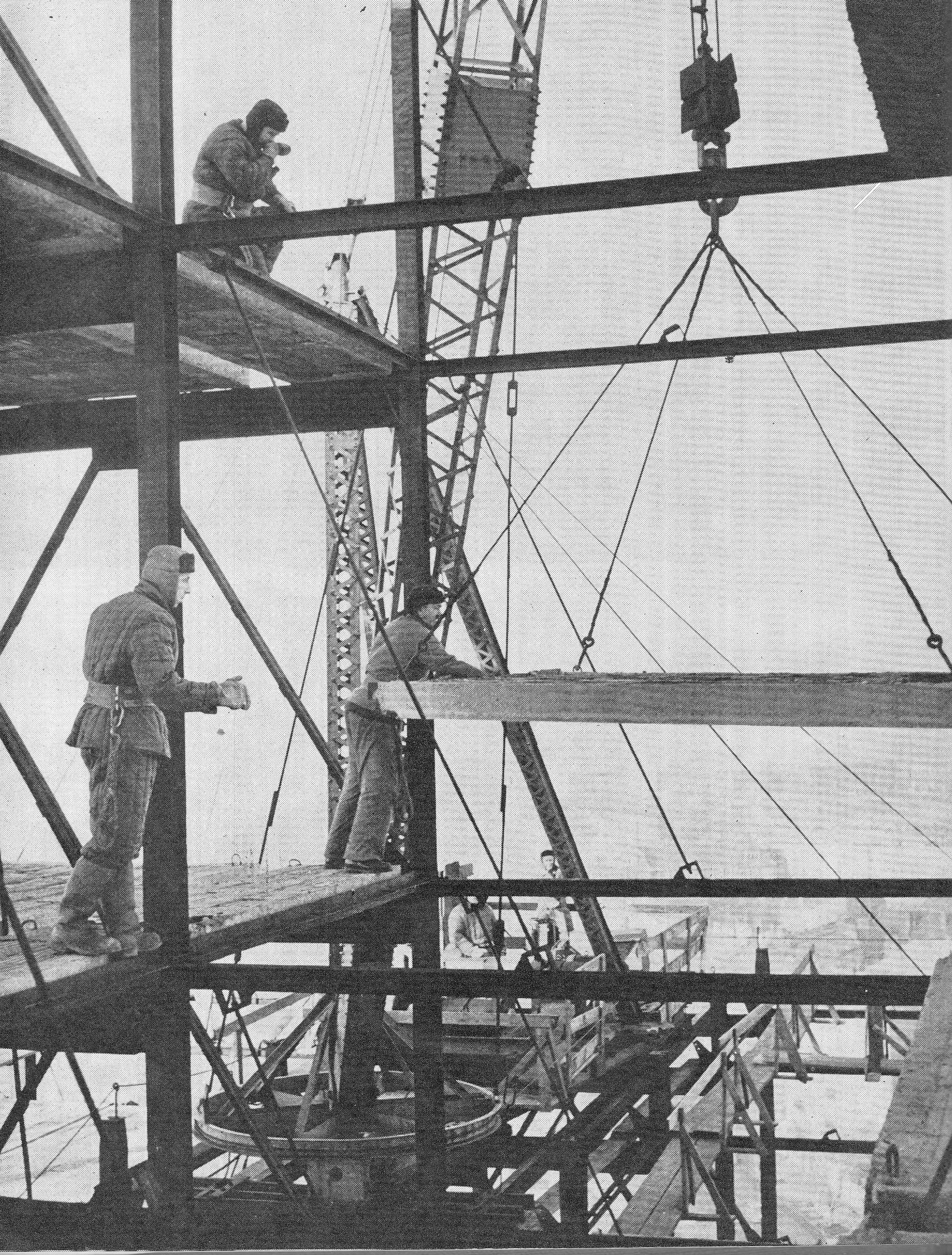
Radzieccy budowniczowie w czasie pracy, 1954

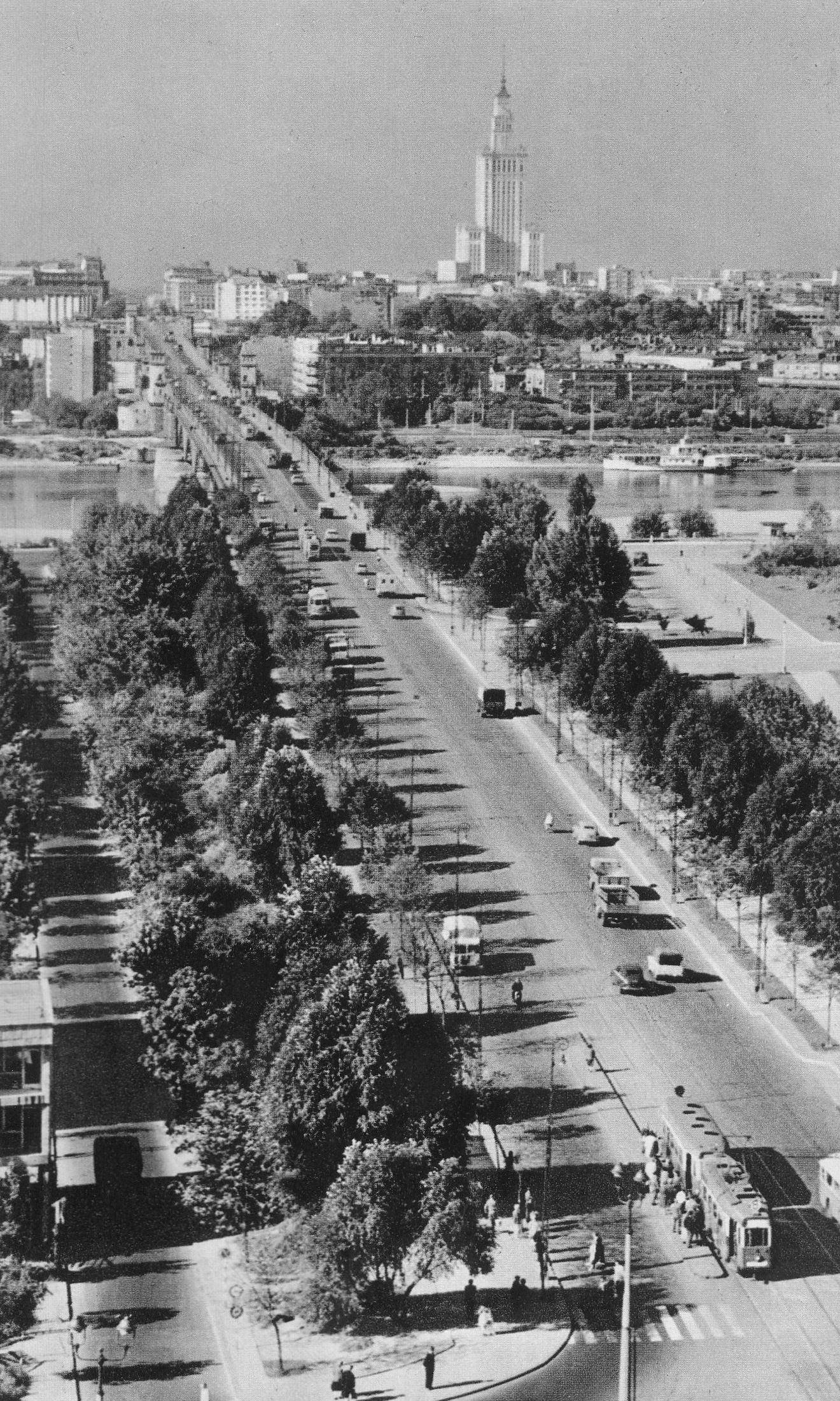
Pałac widziany znad ronda Jerzego Waszyngtona, lata 60. XX wieku

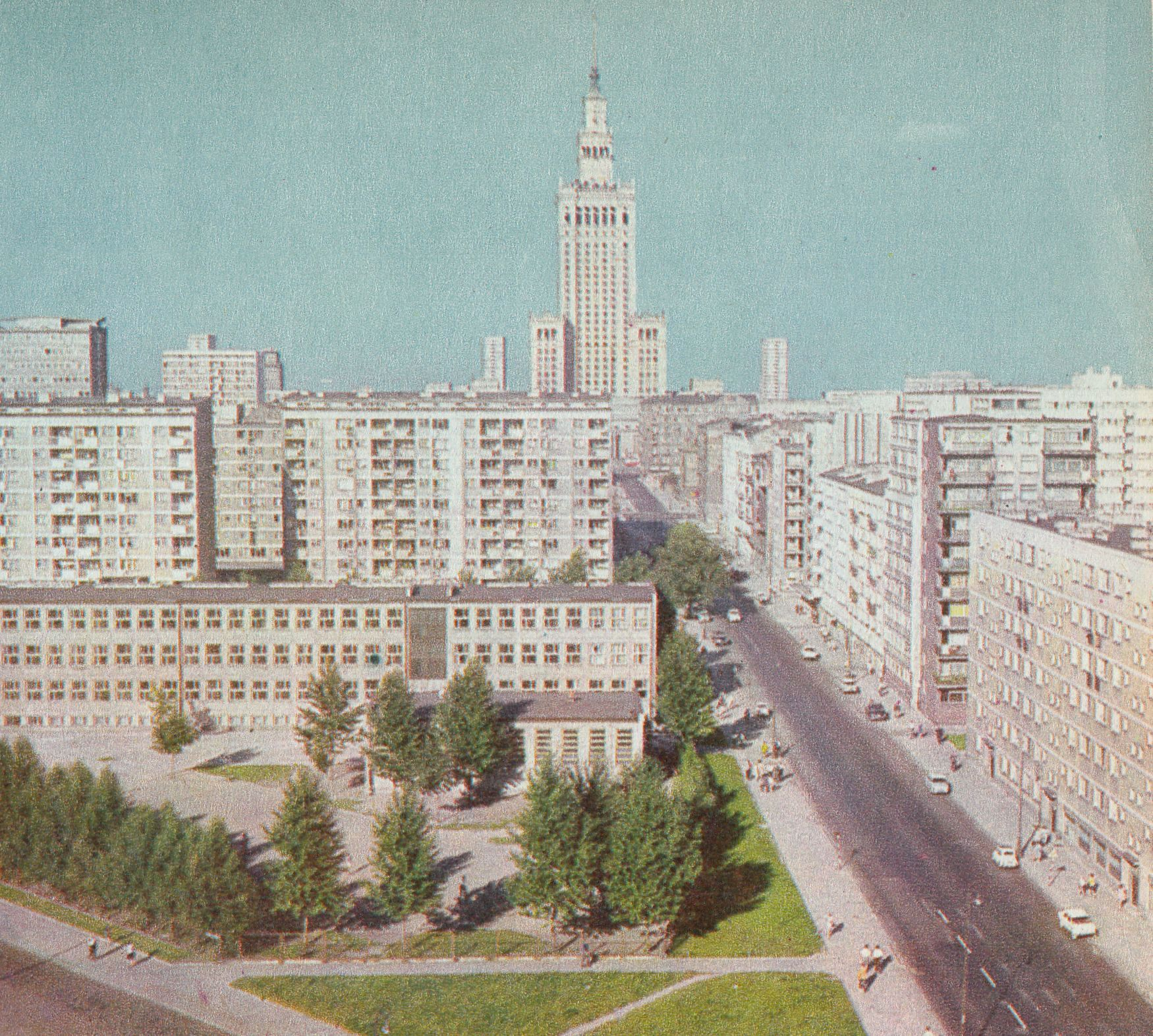
Pałac w perspektywie ul. Złotej, ok. 1971

Pomysłodawcą budowy Pałacu Kultury i Nauki był Józef Stalin. 5 kwietnia 1952 podpisano umowę między rządami PRL i ZSRR w sprawie budowy gmachu jako daru narodów radzieckich dla narodu polskiego.
Projektant Lew Rudniew chciał, aby wieżowiec był w stylu polskim. Odwiedził kilka miast (m.in. Kraków, Chełmno i Zamość) w celu zgromadzenia potrzebnych informacji i zapoznania się z polską architekturą. Następnie wraz ze swoim zespołem stworzył pięć projektów. Polska strona dołożyła do wybranego projektu umieszczenie w gmachu teatrów, sal wystawowych oraz wyposażenie Sali Kongresowej w dodatkowe wejście (od ulicy Emilii Plater).
Dla zadecydowania o wysokości obiektu architekci rosyjscy i polscy zebrali się w rejonie mostu Śląsko-Dąbrowskiego na prawym brzegu Wisły. Nad osią przyszłego drapacza chmur latał mały samolot ciągnący za sobą balon. Grupa stojąca koło mostu miała kontakt radiowy z pilotem samolotu. Początkowo balon latał na wysokości 100 metrów, potem coraz wyżej: 110 i 120. Rosjanie z Rudniewem na czele uznali, że 120 m wystarczy dla najwyższego punktu miasta. Polacy z prowadzącym grupę pełnomocnikiem ds. budowy pałacu i zarazem naczelnym architektem Warszawy Józefem Sigalinem zaczęli jednak wołać „Wyżej!” po każdych kolejnych 10 metrach podwyższania wysokości balonu. Ostatecznie wieża główna ustalona została na wysokości 120 m, wieżyczka – 160 m plus iglica – 230 metrów.
Budowę pałacu poprzedziły prace przygotowawcze. Podczas prac przygotowawczych zburzono wiele dziesiątek ocalałych przedwojennych kamienic. W pobliżu dworca kolejowego Warszawa Śródmieście ustawiono platformę widokową, z której można było obserwować budowę.
Budowa gmachu trwała od 1 maja 1952 do 21 lipca 1955. Pracowało przy niej od 3500 do 5000 robotników ze Związku Radzieckiego i około 4000 robotników polskich. Z powodu trudnych warunków mieszkaniowych w odbudowującej się z wojennych zniszczeń Warszawie, przybysze zamieszkali na wybudowanym specjalnie dla nich osiedlu na warszawskich Jelonkach. Składało się ono z drewnianych domków. Na terenie osiedla znajdowały się również: kino, stołówka, świetlica i basen.
Podczas prac zginęło 16 osób; zostały pochowane na Woli na cmentarzu prawosławnym w kwaterze D.
Przed ukończeniem budowy, dwa dni po śmierci Józefa Stalina, 7 marca 1953, wspólną uchwałą Rady Państwa i Rady Ministrów PRL nadano budynkowi nazwę Pałac Kultury i Nauki imienia Józefa Stalina, któremu jednocześnie postanowiono wznieść pomnik przed budowlą (pod uchwałą podpisali się ówczesny Prezes Rady Ministrów Bolesław Bierut i Przewodniczący Rady Państwa Aleksander Zawadzki). Ogłoszono konkurs, który jednak nie przyniósł zadowalających rezultatów – nawet wyróżniający się projekt Xawerego Dunikowskiego wzbudził niesmak partyjnych decydentów. Ostatecznie pomnik nie powstał.
21 lipca 1955 o godz. 16.00 został podpisany w Warszawie protokół o przekazaniu gmachu przez rząd ZSRR rządowi PRL. Tego samego dnia pałac został oddany do użytku. W momencie ukończenia Pałac Kultury i Nauki był drugim najwyższym budynkiem w Europie (po budynku Moskiewskiego Uniwersytetu Państwowego) i ósmym najwyższym budynkiem na świecie. Pozycje te Pałac zachował odpowiednio do 1990 i 1961 roku.

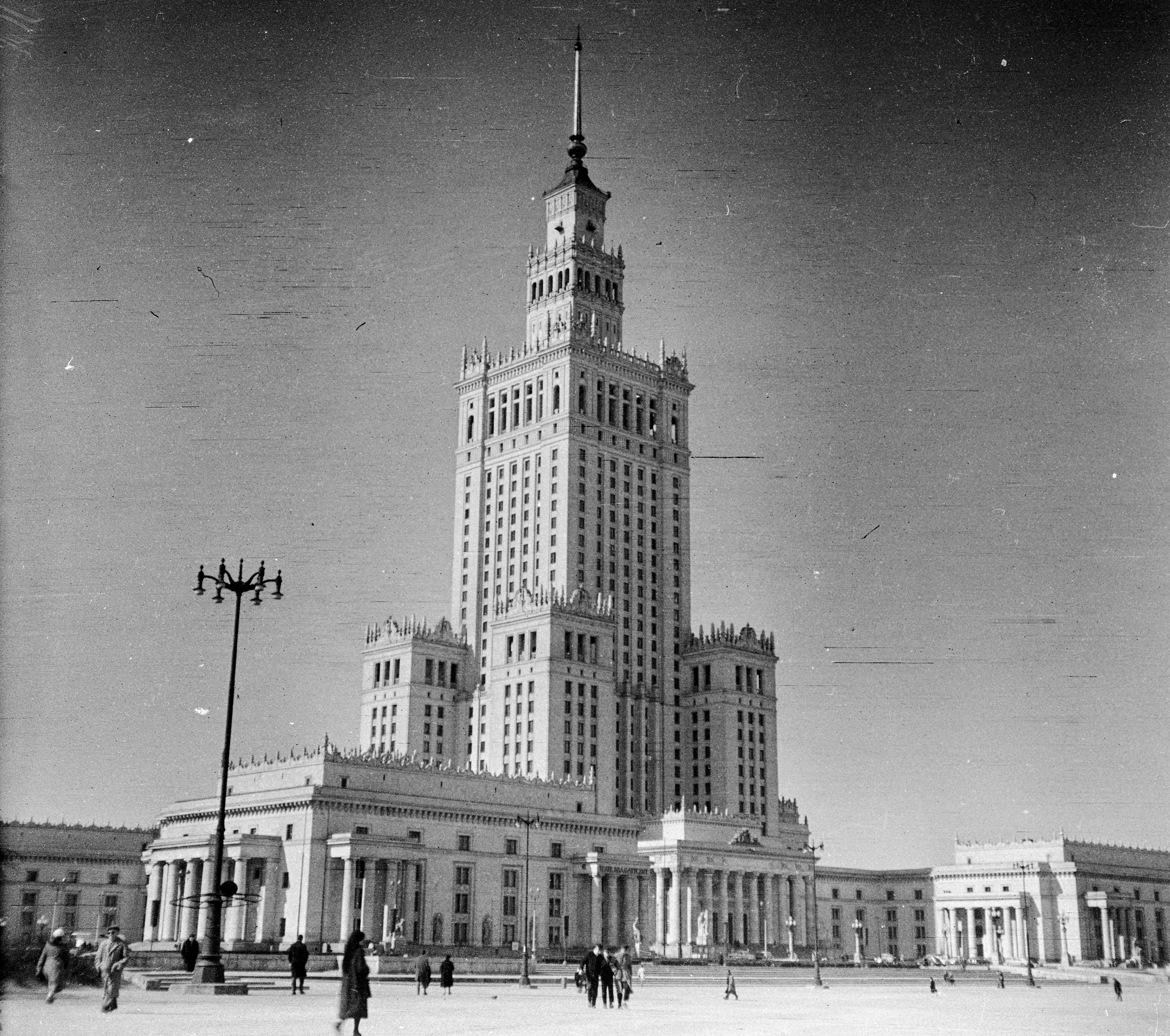
Pałac w 1960, widok z placu Defilad

Budynek miał początkowo jasną fasadę, która z czasem zszarzała. Fasada została wykonana ze spieków ceramicznych w kolorze piaskowca wyprodukowanych w fabryce na Uralu. Detale budynku i płaskorzeźby wykonano z wapienia, piaskowca, granitu i marmuru. W holu głównym ustawiono rzeźbę Przyjaźń dłuta Aliny Szapocznikow przedstawiającą dwóch mężczyzn w braterskim uścisku trzymających sztandar.
W czasie budowy pałacu oraz z okazji jego otwarcia polska ekipa nakręciła kolorowe filmy (Ślubujemy 1952, Powrót na Stare Miasto 1954, Niedzielny poranek 1955), a zagraniczni fotoreporterzy (np. John H. Schultz ze Stanów Zjednoczonych i Paul Almasy z Francji) wykonali kolorowe fotografie, dzięki czemu znany jest wygląd czystego, nowego Pałacu Kultury i Nauki oraz jego ogromnych, drewnianych i niesczerniałych jeszcze okien.
W 1956 rozpoczęła się seria samobójczych skoków z tarasu widokowego na 30. piętrze, na wysokości 114 metrów – najpierw skoczył Francuz, po nim jeszcze siedmiu Polaków. Po tych incydentach zdecydowano się na założenie krat na tarasie.
W sylwestrową noc w 2000 prezydent Warszawy Paweł Piskorski odsłonił na 40. kondygnacji pałacu Zegar Milenijny. Jest to trzeci co do wielkości zegar w Europie – jego cztery tarcze mają średnice po 6 metrów. Jest to zarazem trzeci najwyżej położony zegar wieżowy na świecie (po zegarach na Abradż al-Bajt w Mekce oraz NTT DoCoMo Yoyogi Building w Tokio). Sponsorem zegara była Telekomunikacja Polska SA, jego replika znajduje się również w holu głównym pałacu.
Mało znany jest fakt, że przed II wojną światową architekt Juliusz Nagórski zaprezentował w Muzeum Narodowym prezydentowi Ignacemu Mościckiemu i prezydentowi miasta Stefanowi Starzyńskiemu projekt dwustumetrowego wieżowca art déco (z nadajnikiem radiowym na szczycie), łudząco podobnego do powojennego Pałacu Kultury i Nauki, o nazwie Wieża Niepodległości. Przeznaczono dla niej miejsce na dzisiejszym rondzie Waszyngtona.

## Teraźniejszość

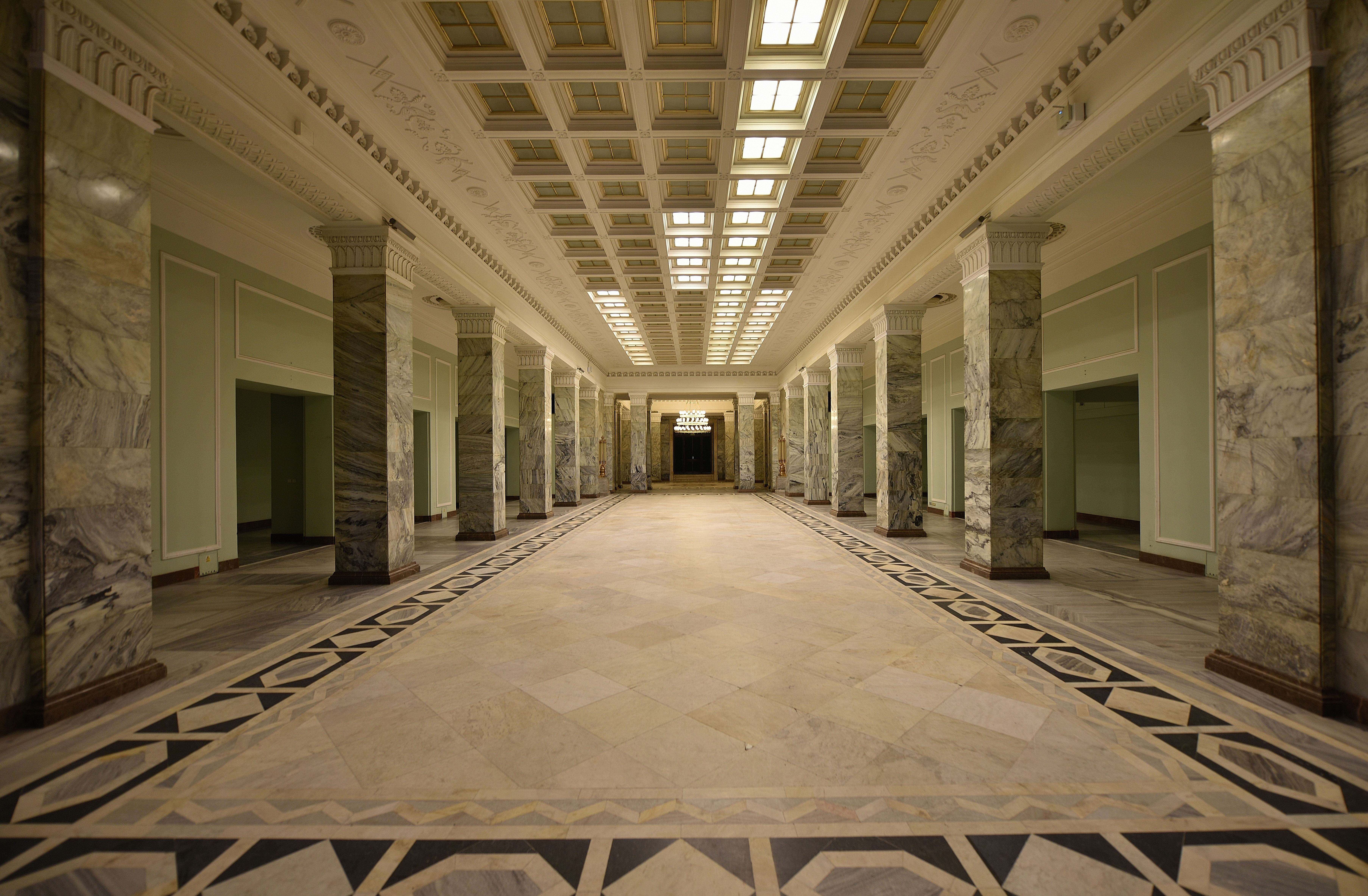
Sala Marmurowa

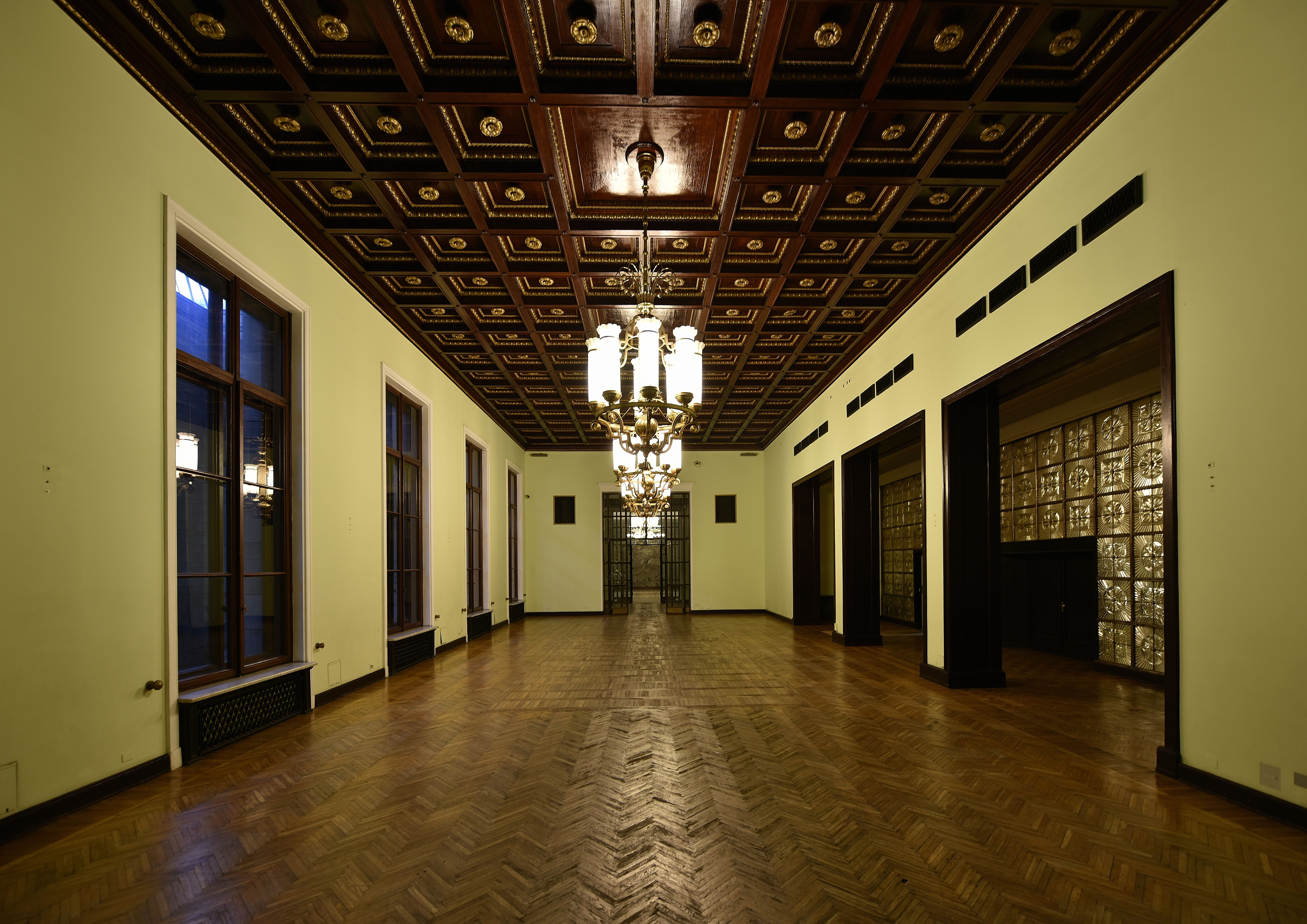
Sala Trojki (dawnej restauracji)

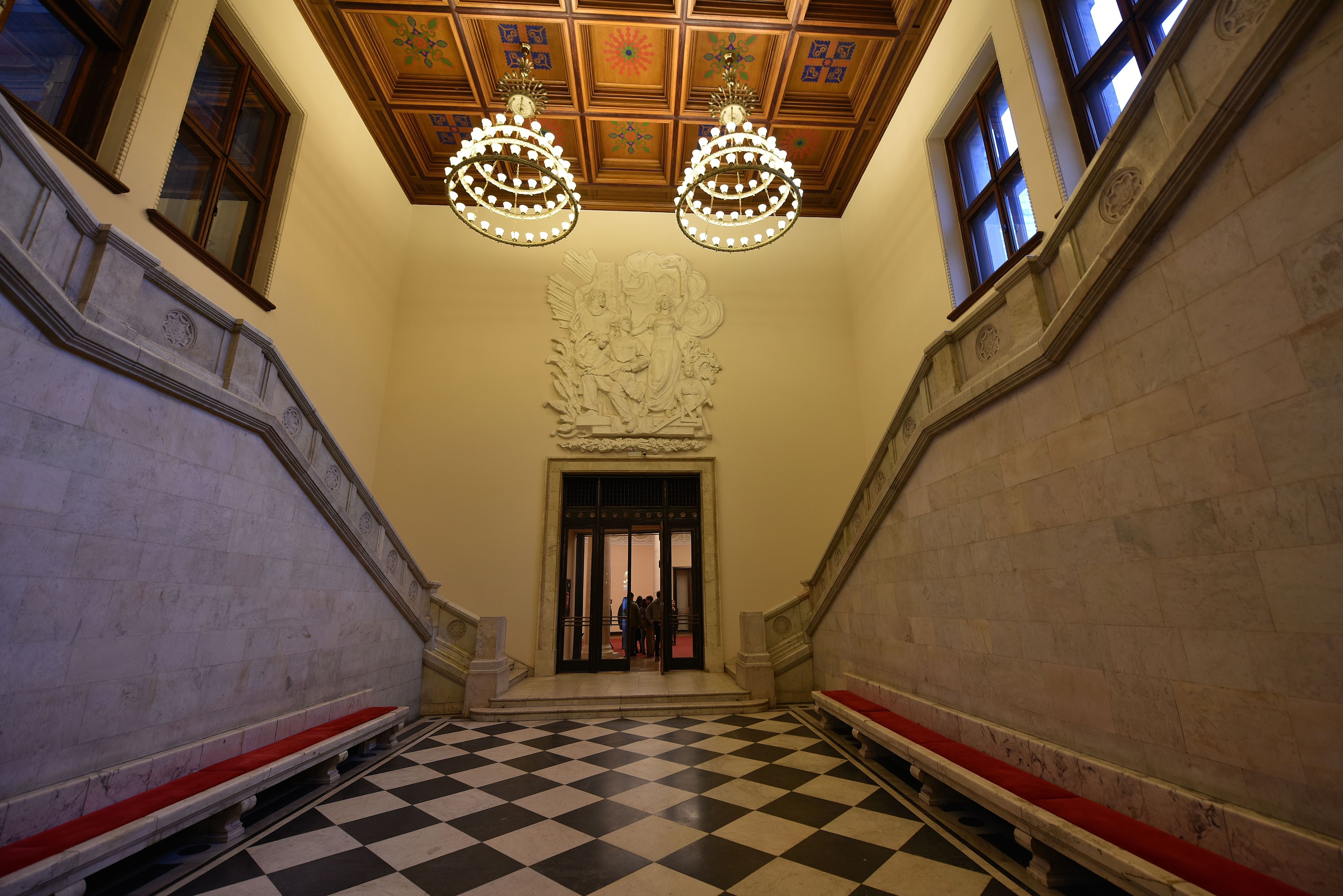
Jedna z dwóch klatek schodowych między korpusem a kuluarami Sali Kongresowej. Nad wejściem do Sali im. Mikołaja Kopernika płaskorzeźba G. Motowiłowa Pokój socjalistyczny niosący ludzkości wiedzę i kulturę

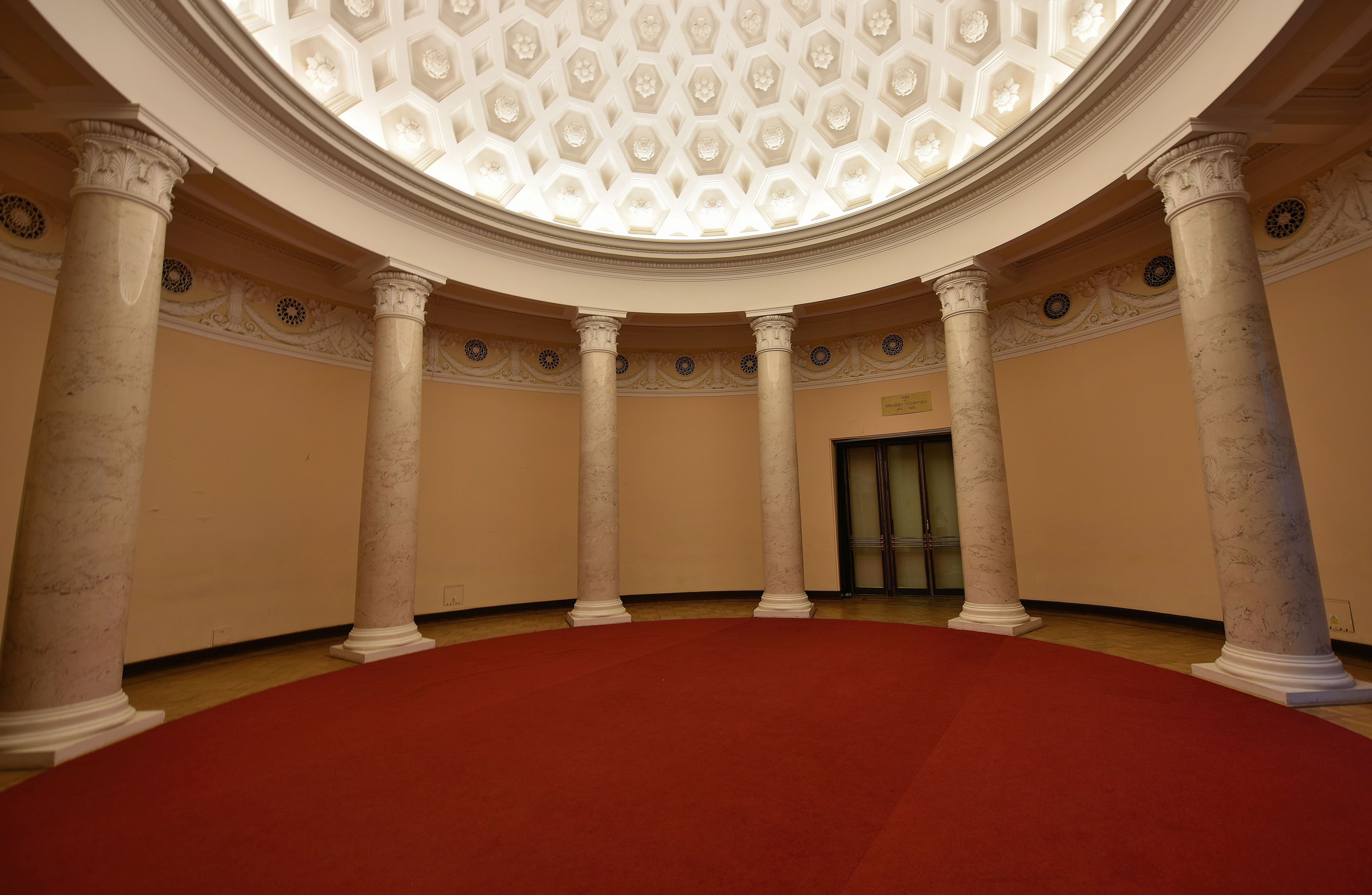
Sala im. Mikołaja Kopernika

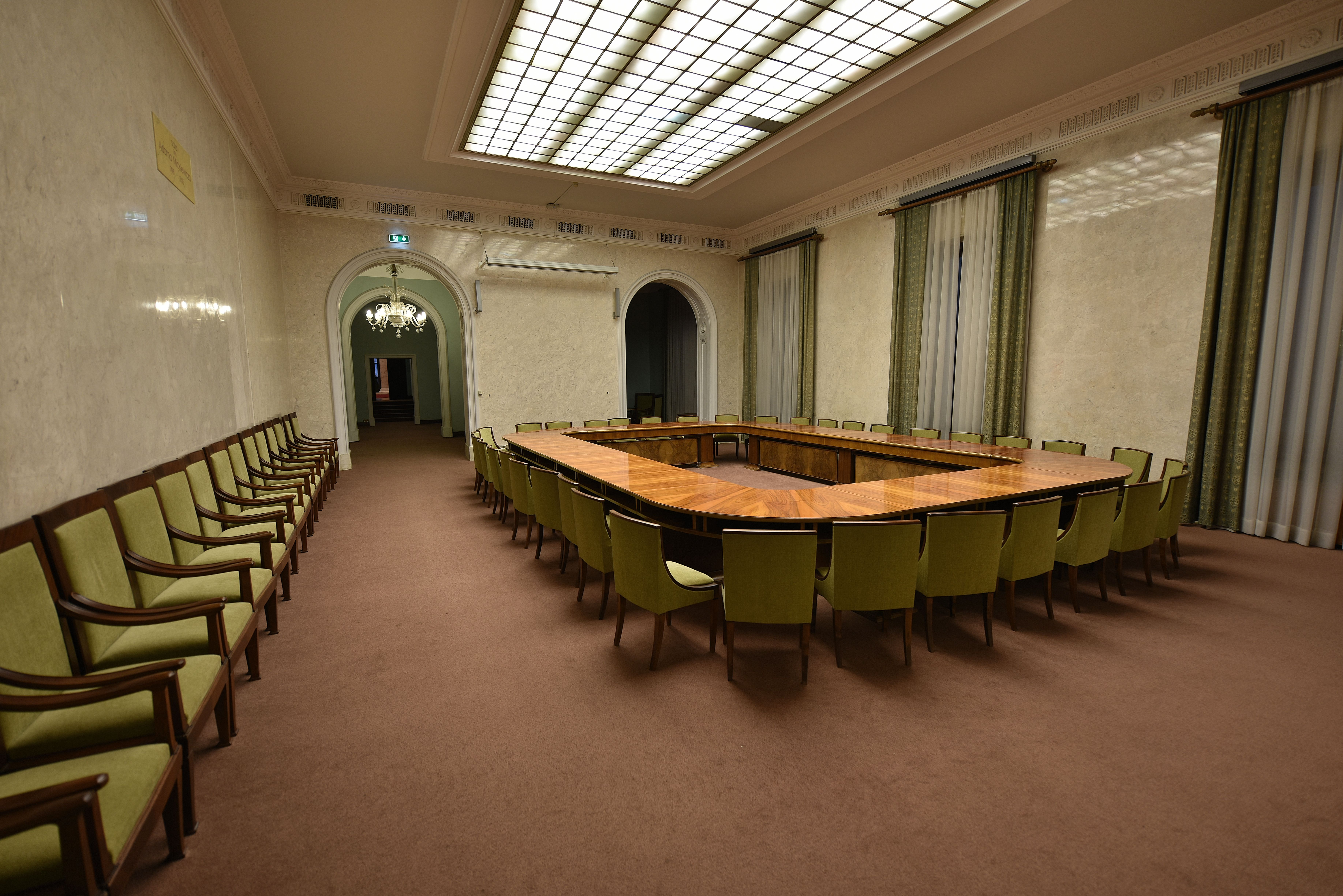
Sala im. Adama Mickiewicza

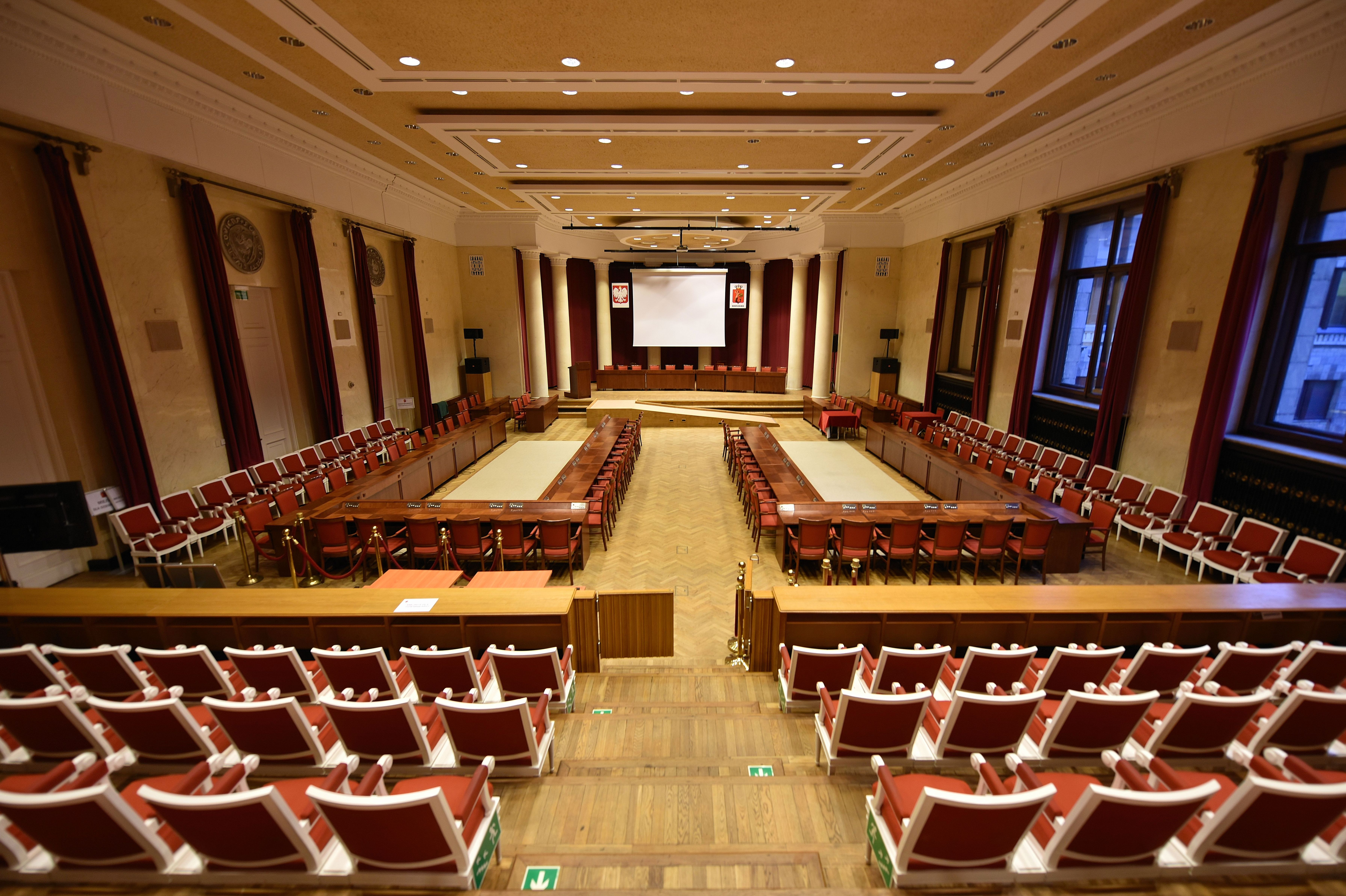
Sala Warszawska – miejsce obrad Rady m.st. Warszawy

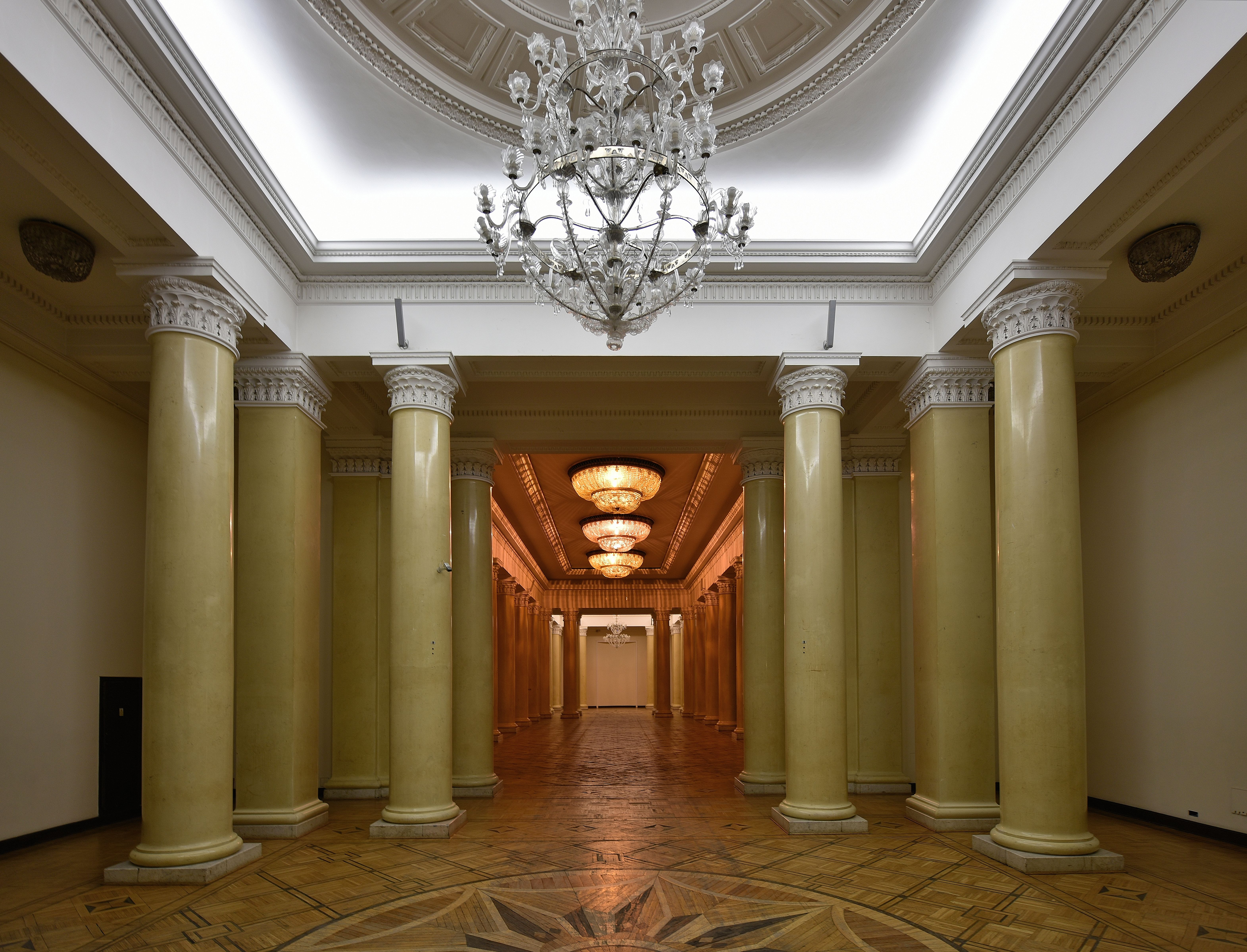
Sala im. Stefana Starzyńskiego

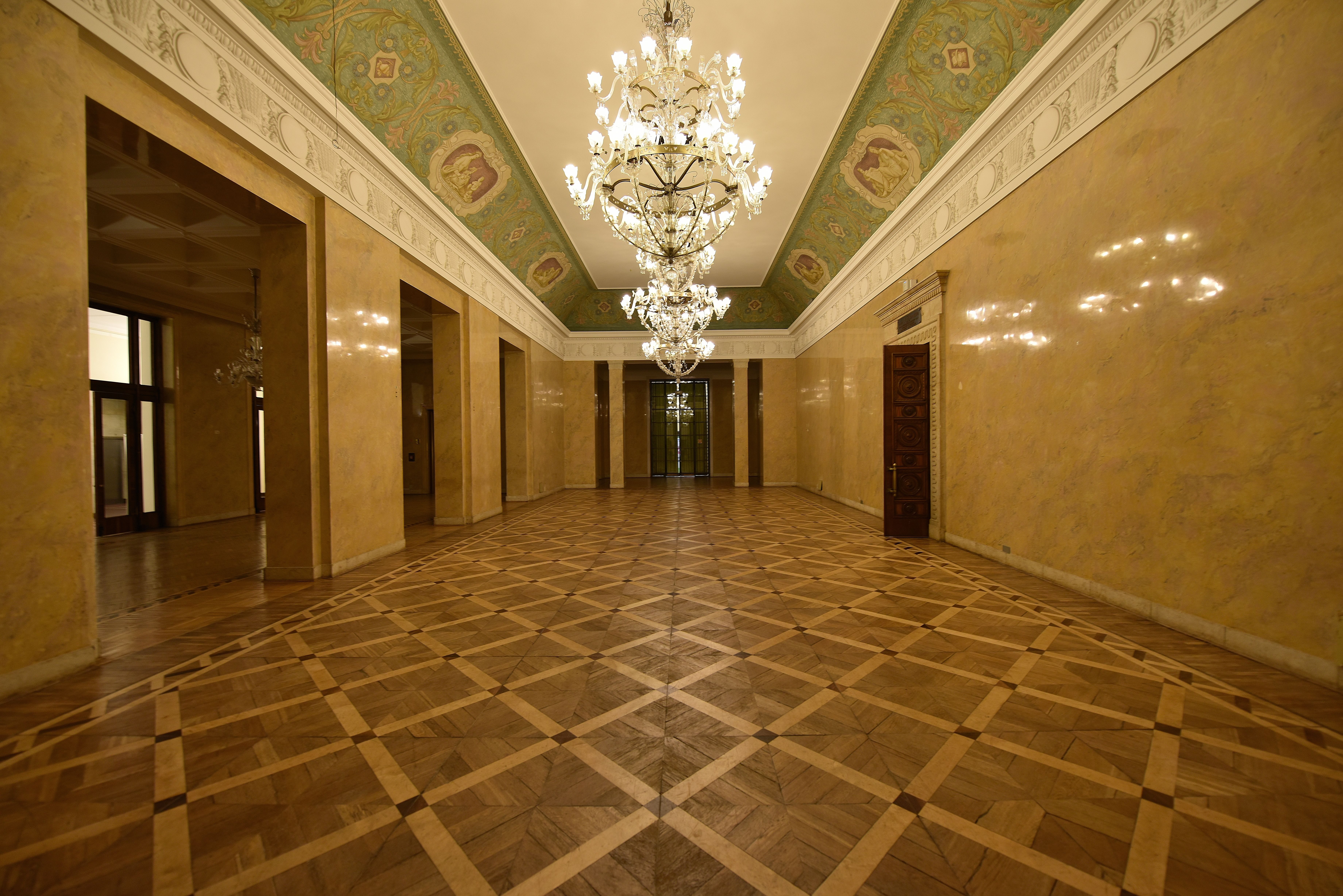
Sala im. Władysława Broniewskiego

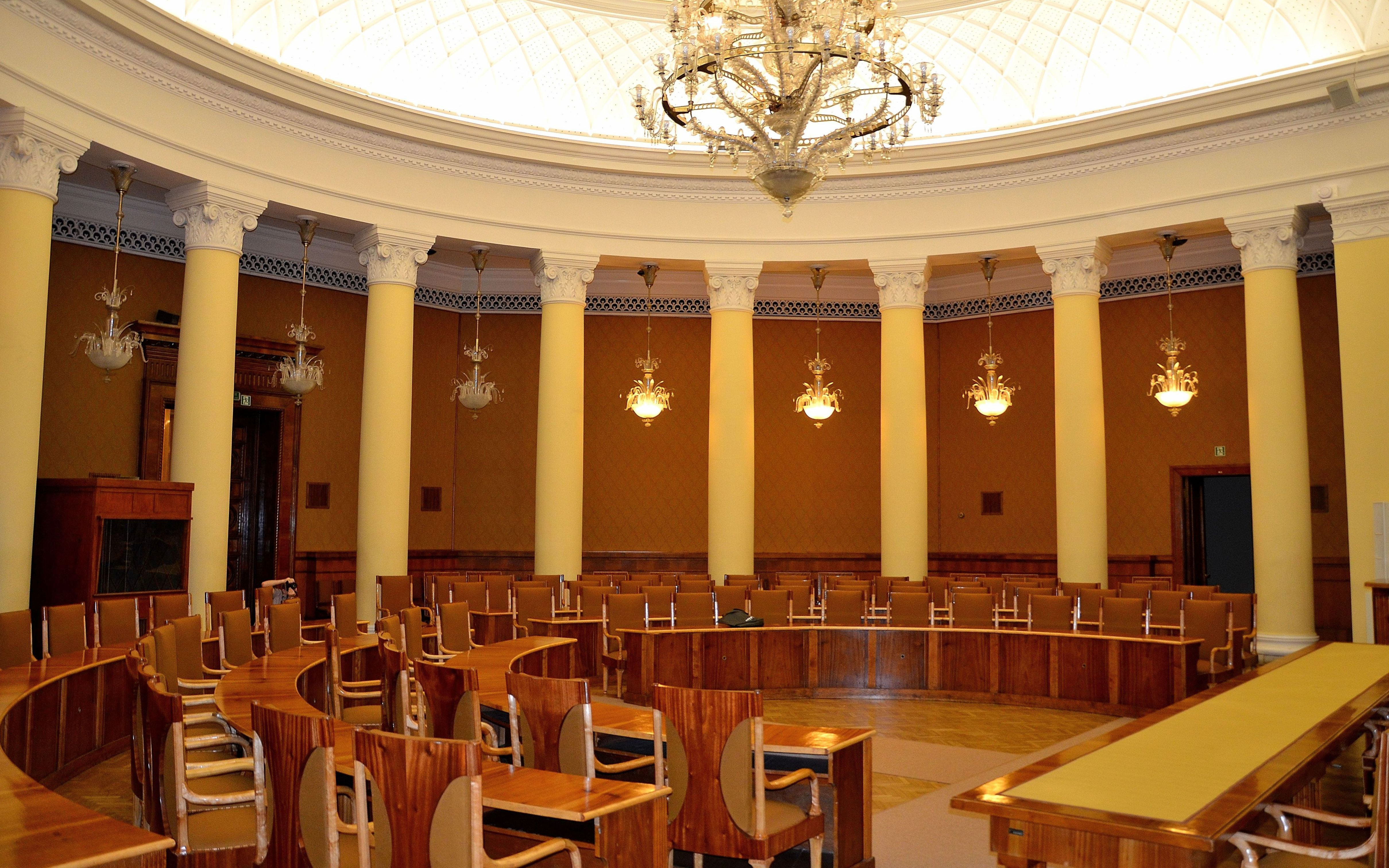
Sala im. prof. Lwa Rudniewa – głównego projektanta pałacu

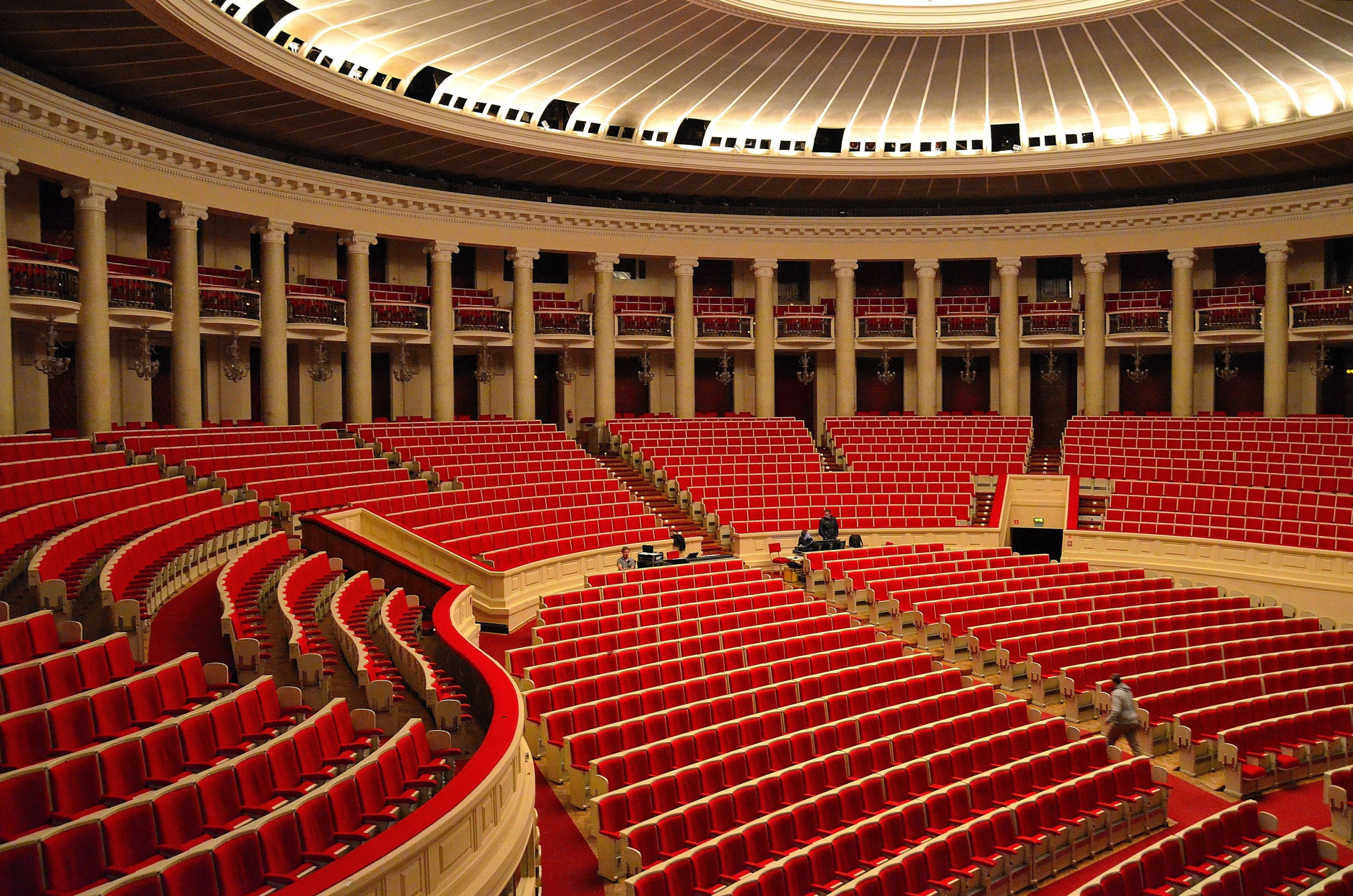
Sala Kongresowa w 2011

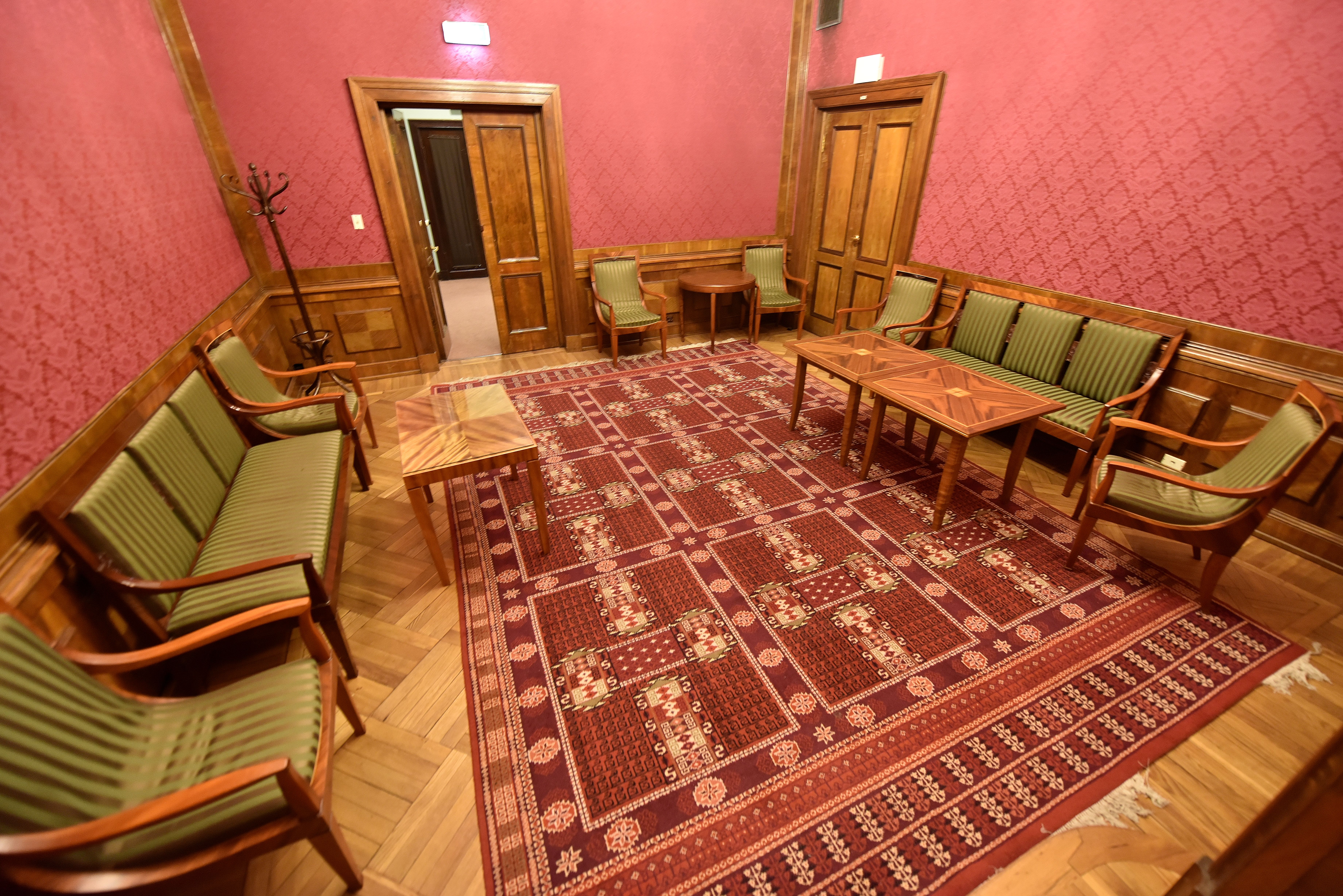
Sala 245 z tyłu Sali Kongresowej

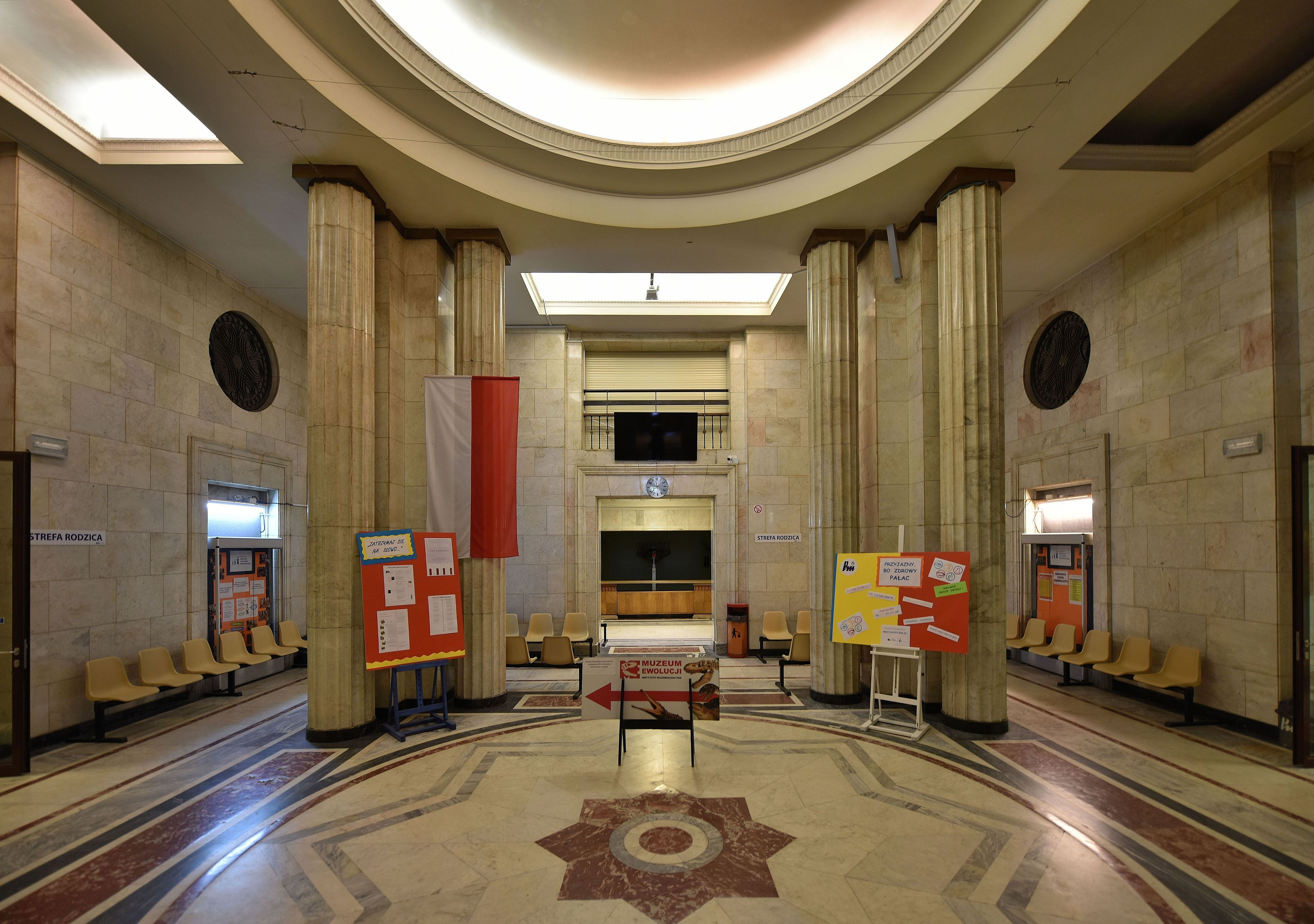
Hol Pałacu Młodzieży

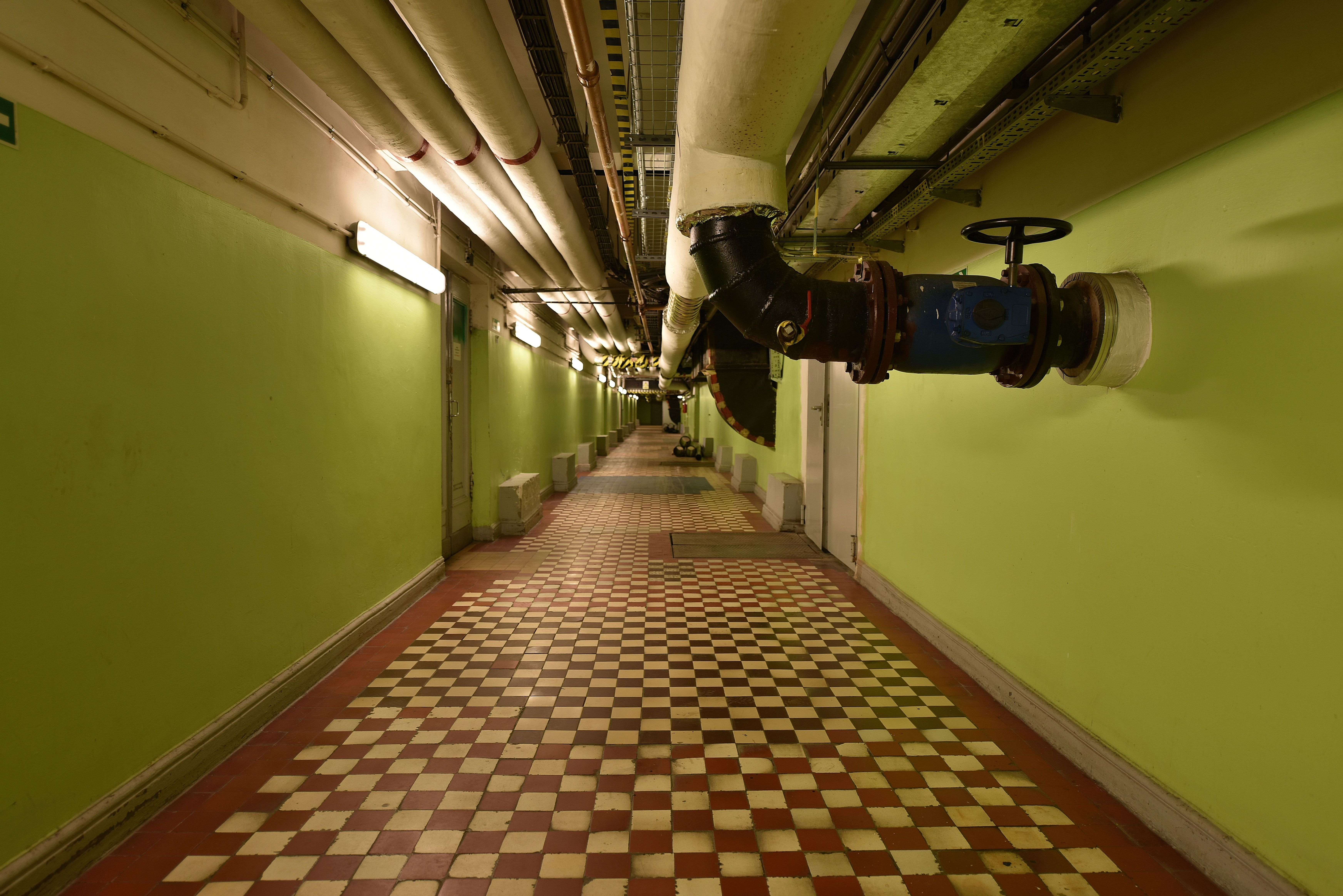
Jeden z korytarzy na poziomie -1

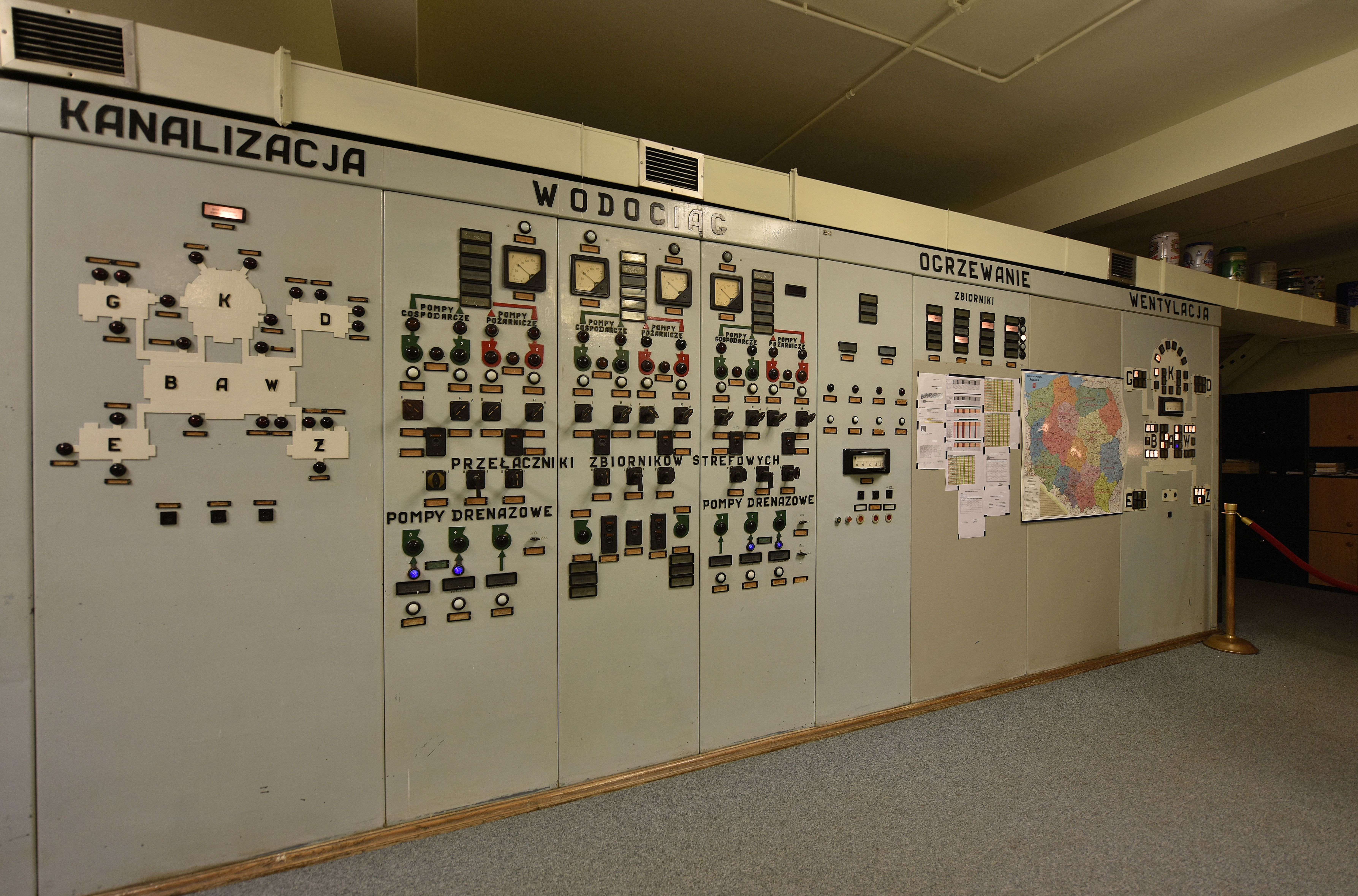
Fragment pomieszczenia dyspozytorni na poziomie -1, skąd nadzorowane jest funkcjonowanie infrastruktury technicznej Pałacu

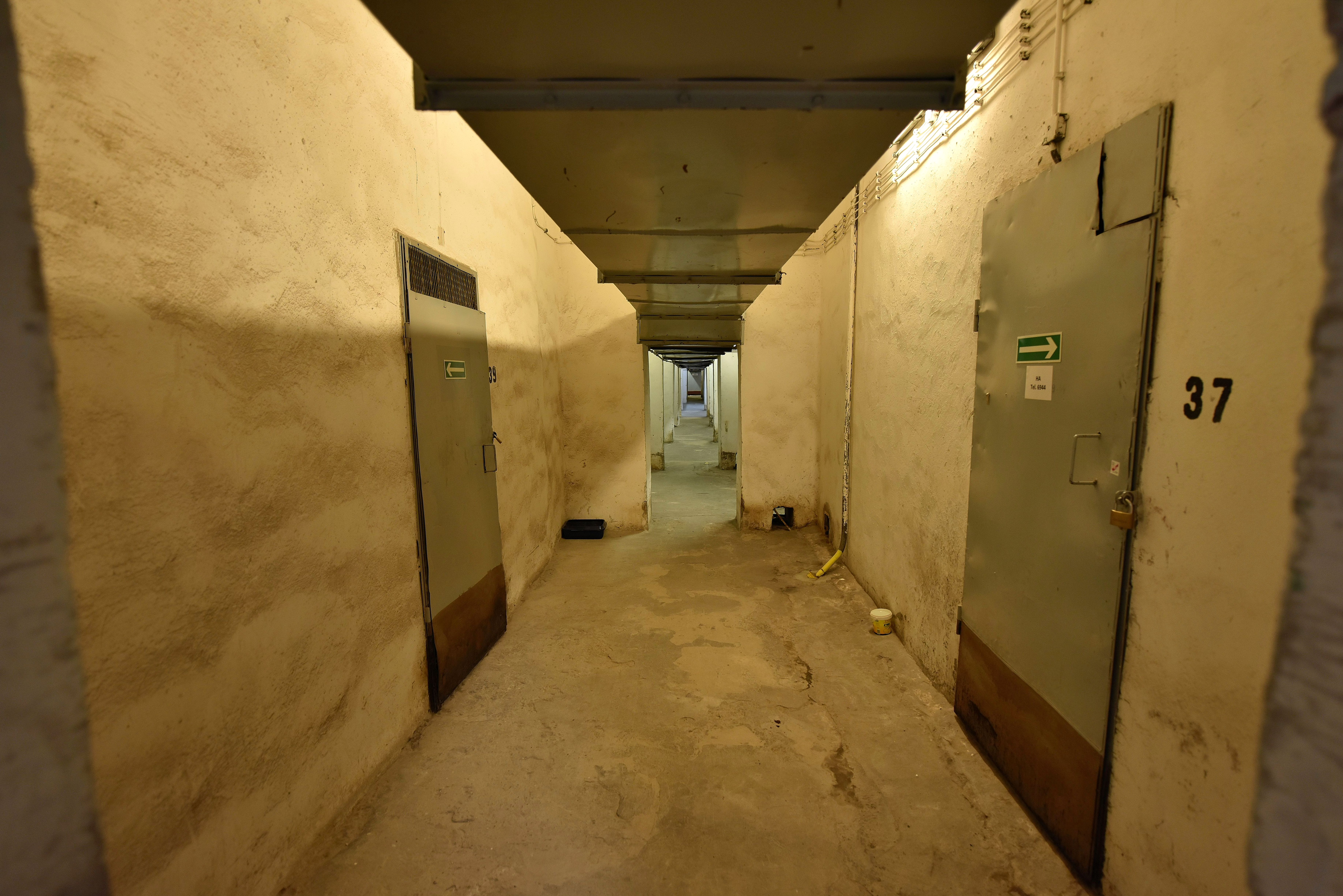
Jeden z korytarzy na poziomie -2, gdzie żyją pałacowe koty

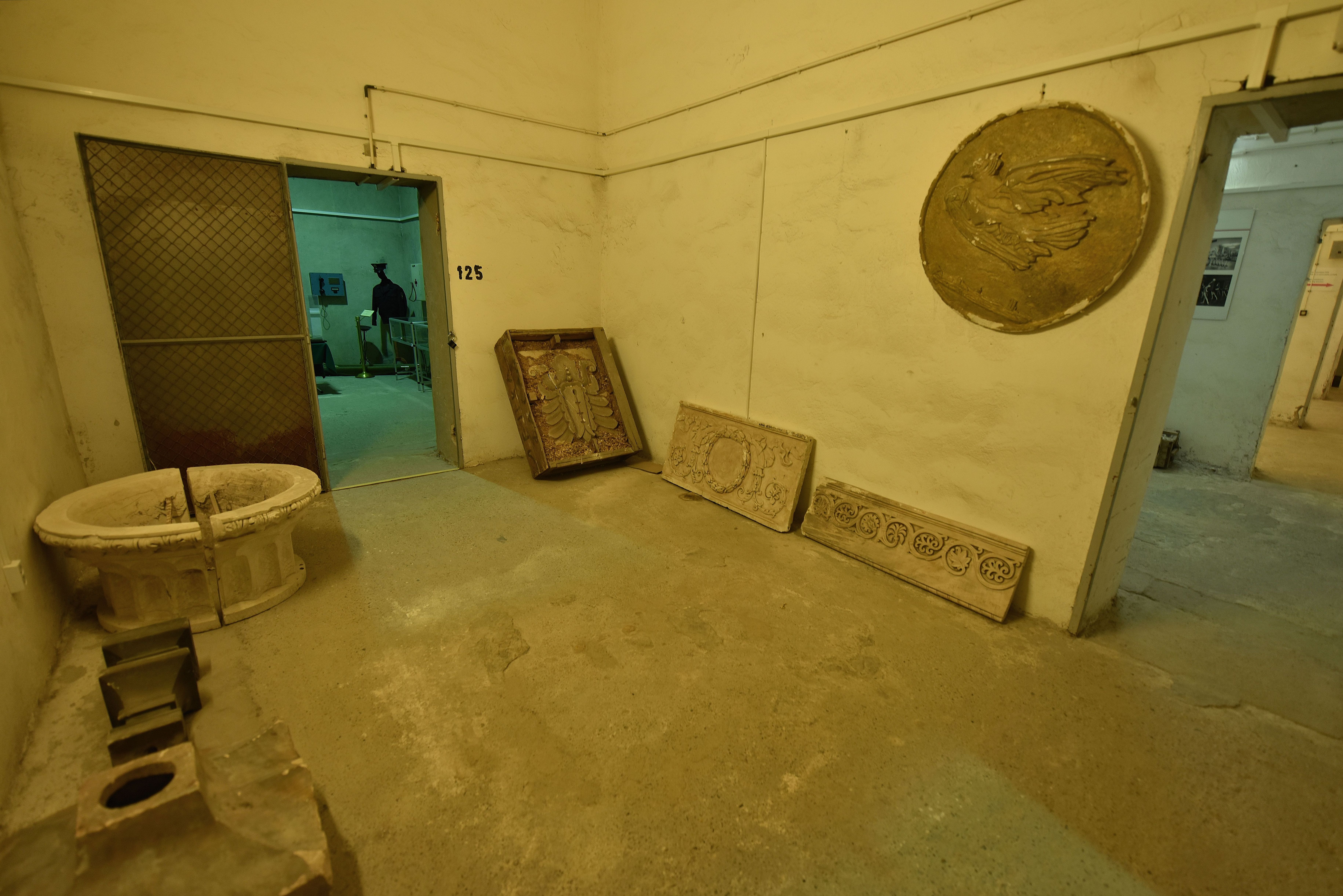
Fragment wystawy poświęconej historii Pałacu na poziomie -2

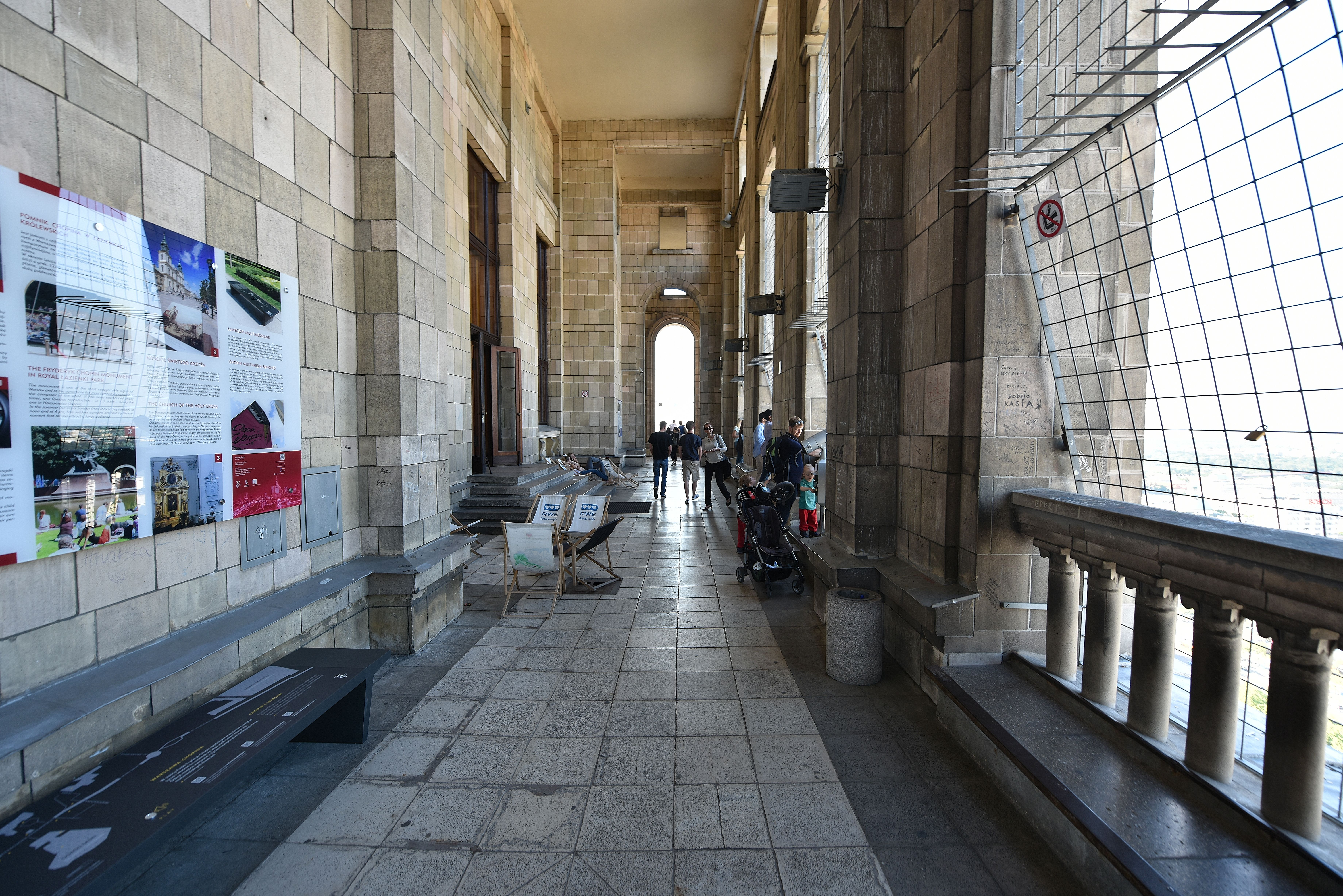
Taras widokowy na 30. piętrze (114 m) gmachu

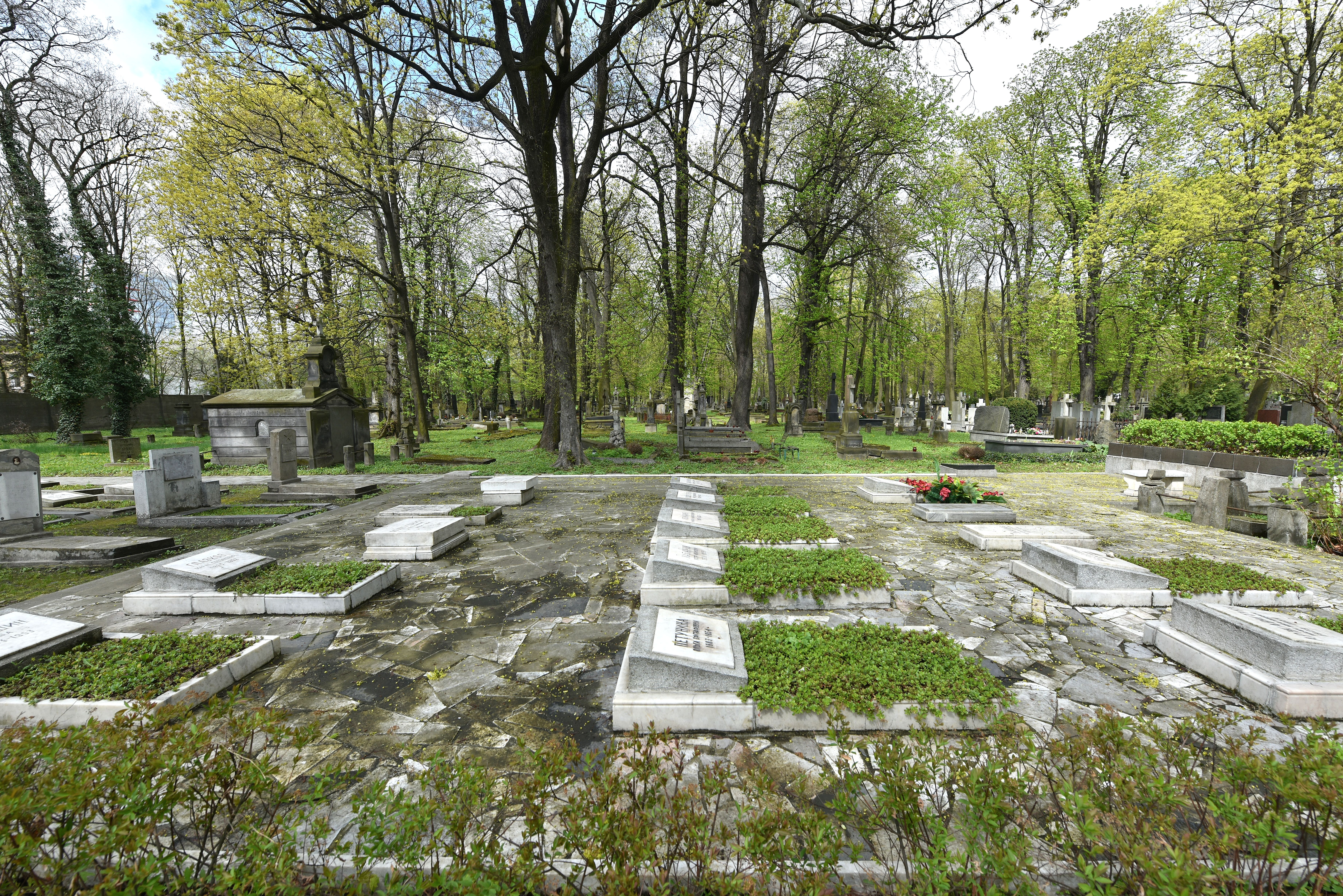
Groby budowniczych Pałacu na cmentarzu prawosławnym w Warszawie

PKiN wciąż budzi emocje wśród niektórych mieszkańców Warszawy. Przeciwnicy dalszej obecności tej budowli w stolicy uważają budynek za symbol radzieckiej dominacji nad Polską, wskazując, iż rozpoczęto jego budowę w latach najgłębszego stalinizmu, gdy Polska była całkowicie podporządkowana ZSRR. Pojawiały się koncepcje zasłonięcia go biurowcami, utworzenia w nim Muzeum Komunizmu „Socland” (koncepcja Czesława Bieleckiego, Andrzeja Wajdy i Jacka Fedorowicza), a nawet zburzenia „kosmicznej osi przebijającej serce stolicy”. Zwolennicy uważają, że budynek PKiN pełni obecnie wiele użytecznych funkcji i trwale wpisał się w krajobraz miasta, a jego zburzenie byłoby jedynie aktem barbarzyństwa.

### Sprawa zabudowy otoczenia PKiN
Planowane jest zabudowanie otoczenia pałacu. W 2006 Rada Warszawy przyjęła miejscowy plan zagospodarowania przestrzennego otoczenia pałacu, przeprowadzono też konkurs na projekt gmachu Muzeum Sztuki Nowoczesnej przy ulicy Marszałkowskiej. W 2007, po wyborach samorządowych, rozpoczęto opracowywanie nowego planu zagospodarowania, z wyższą zabudową. Nowy plan Rada Warszawy uchwaliła w listopadzie 2010.

### Sprawa uznania PKiN za zabytek

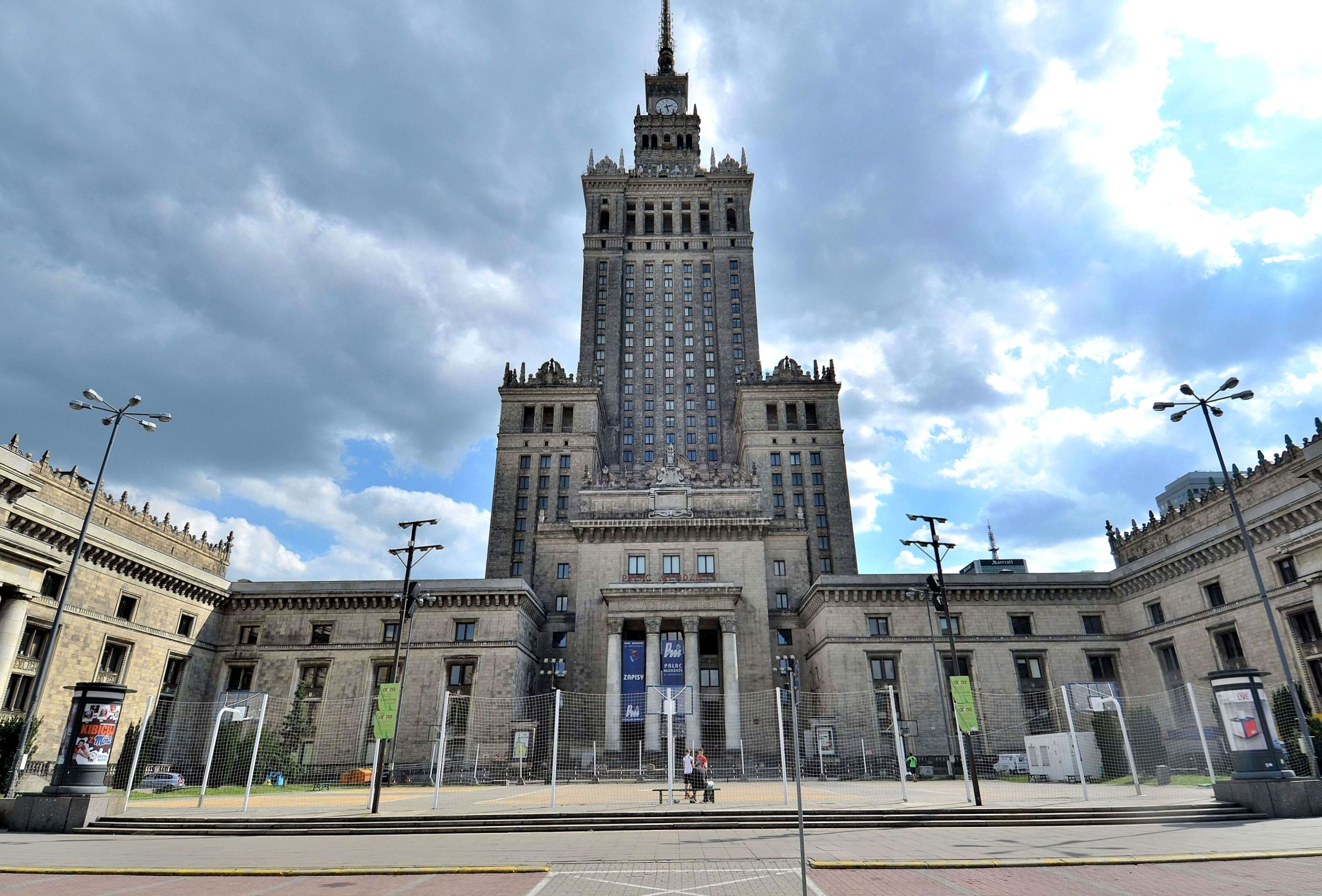
PKiN od strony północnej – wejście do Pałacu Młodzieży

2 lutego 2007 PKiN został – decyzją Macieja Czeredysa, pełniącego obowiązki wojewódzkiego konserwatora zabytków w Warszawie – wpisany do rejestru zabytków. Postanowienie to wywołało sprzeciw grupy 70 osób ze świata kultury, nauki i mediów, które 30 marca 2007 wystosowały do prezydenta RP protest: „List do prezydenta w sprawie Pałacu Kultury i Nauki w Warszawie” z prośbą o interwencję i spowodowanie cofnięcia decyzji mazowieckiego konserwatora zabytków o uznaniu Pałacu Kultury i Nauki (PKiN) w Warszawie za zabytek. List podpisali, między innymi, Erazm Ciołek, Krzysztof Kąkolewski, Michał Kulenty, Emil Morgiewicz, Barbara Niemiec, Maciej Pawlicki, Jan Pietrzak, Jan Pospieszalski i ks. Tadeusz Isakowicz-Zaleski. Zdaniem autorów protestu konserwator nie miał prawa podjąć takiej decyzji, gdyż PKiN nie jest bowiem tylko „zabytkiem”. Jest symbolem zniewolenia Polski przez sowieckie imperium, jest znakiem upokorzenia narodu polskiego i wyrazem pogardy dla – de facto – okupowanego w latach PRL „prywislianskogo kraja”.
Sygnatariusze listu twierdzą w nim, że sprawę dalszej przyszłości PKiN „należałoby rozpatrzyć w toku dyskusji w szerokim gronie, być może w Sejmie i Senacie, a może nawet – w referendum”. Przypominają także, nawiązując do okresu zniewolenia Polski przez ZSRR w latach 1945–1989, że znajdujący się na obecnym placu marsz. J. Piłsudskiego w Warszawie sobór św. Aleksandra Newskiego – uznawany za symbol władzy cara i polityki rusyfikacji prowadzonej przez zaborcę – został rozebrany po odzyskaniu w 1918 niepodległości przez Polskę.
Decyzji o wpisaniu PKiN do rejestru zabytków byli także przeciwni eksperci i architekci z Komitetu Architektury i Urbanistyki Polskiej Akademii Nauk, którzy w załączonej opinii skierowanej do Wojewódzkiego Konserwatora Zabytków, jeszcze przed wydaniem przez niego decyzji, stwierdzili: Gmach pałacu w sensie jego koncepcji jest zaprzeczeniem architektonicznej racjonalności we wszystkich jej aspektach ekonomicznych, technicznych, estetycznych i urbanistycznych.
Postanowienie wojewódzkiego konserwatora zabytków z 2 lutego 2007 skrytykowało także, zrzeszające historyków i pracowników naukowych UJ i nieistniejące już stowarzyszenie "Inicjatywa Małopolska im. Króla Władysława Łokietka". Jej członkowie nazwali dzień wpisania PKiN do rejestru zabytków „czarnym dniem polskiej kultury”, stwierdzając jednocześnie, że: Decyzja ta oznacza, że PKiN zostanie na stałe objęty prawną klauzulą nienaruszalności. Pomnik architektury kolonialnej ZSRR w centrum stolicy Polski będzie już na zawsze świadczył o tym, że diaboliczny plan Stalina i Mołotowa, aby poprzez symbolikę architektoniczną Pałacu zsowietyzować mentalność Polaków urodzonych pod radziecką okupacją, powiódł się.
Wpisanie Pałacu na listę zabytków odebrane zostało pozytywnie przez część środowisk historyków sztuki, m.in. przez Juliusza Wendlandta z Krajowego Ośrodka Badań i Dokumentacji Zabytków: Hotel Forum, Dworzec Centralny, a ostatnio Złote Tarasy to tylko budownictwo. Pałac jest tu jedynym prawdziwym dziełem architektury. Ma rewelacyjne wnętrza, w których znajdziemy i socrealizm, i art déco.
Podobne zdanie wyraża prof. Irena Huml z Instytutu Sztuki PAN: Nie ma już w Polsce tak zachowanych wnętrz z lat 50. jak w Pałacu Kultury. To dokument epoki. Polski projekt i polskie wykonanie, nad którym pracowali najlepsi artyści i rzemieślnicy. Użyli znakomitych materiałów: drewna, kamienia, metalu. Dewastacja tego wszystkiego byłaby straszna.
Decyzję o wpisaniu Pałacu na listę zabytków poparł również szef Społecznej Rady Ochrony Dziedzictwa Kulturowego przy prezydencie Warszawy, profesor Andrzej Tomaszewski: To wybitny przykład architektury socrealizmu. Nawet w dawnym Związku Radzieckim trudno znaleźć obiekty równie wysokiej klasy. We wnętrzach znajdziemy dzieła polskich artystów: malarstwo ścienne, meble projektowane m.in. przez Jana Bogusławskiego, ceramiczne żyrandole i szklane kinkiety z polskich hut.
Zwolennikiem PKiN jako zabytku był także architekt Stefan Kuryłowicz: Pałac Kultury i Nauki spełnia warunki, żeby znaleźć się w rejestrze zabytków. Czy tego chcemy, czy nie, jest przestrzenną ikoną Warszawy, obecną na pocztówkach, zdjęciach, filmach i w programach telewizyjnych. Przykre jest dla mnie tylko to, że nie udało nam się stworzyć nic konkurencyjnego. Główną zaletą Pałacu jest jego skala, bo takich obiektów nie ma na świecie wiele. Nie do powtórzenia są także detale jego wykończenia. To symbol starej epoki i powinien być pod ochroną, nawet jeśli kojarzy się z Sowietami.
W tej sprawie wypowiadał się również polski varsavianista Jarosław Zieliński: To wyjątkowy budynek ze względu na ogromnie wartościowe wyposażenie. Bez wpisu do rejestru w lawinowym tempie ubywało ciekawych elementów. Na przykład z głównego hallu zniknęła rzeźba mężczyzn ze sztandarem (autorstwa Aliny Szapocznikow). Wnętrza pałacu przypominają mi blichtr pierwszych wczesnokapitalistycznych drapaczy chmur w Nowym Jorku albo Chicago. Jednak żaden z nich nie przypomina już Pałacu Kultury, bo wszystkie zostały zmodernizowane.
Profesor Marek Budzyński, architekt i urbanista powiedział: Ja lubię ten budynek, jestem pełen uznania dla jego niezwykłej jakości funkcjonalnej. Uważam też, że relikty bardzo złego okresu w naszej historii należy zachowywać ku pamięci, szczególnie jeżeli tak znakomicie się przydają. Niechęć do Pałacu Kultury jest dla mnie absurdalna. Przecież podobne stoją w Nowym Jorku. Pałac Kultury wprawdzie przez Moskwę, ale właśnie z Ameryki do nas zawędrował.
Pałac Kultury i Nauki stanowi – obok MDM – jedyny zachowany w całości przykład architektury realizmu socjalistycznego w Warszawie.

## Pałac Kultury i Nauki w sztuce
Kontrowersyjna budowla przez wiele lat inspirowała wielu polskich twórców literackich i filmowych – pojawia się niemal w każdym filmie, którego akcja toczy się w Warszawie. W serialu „Alternatywy 4” do działającej w PKiN Restauracji „Kongresowa” udał się docent Furman. W „Małej apokalipsie” Tadeusza Konwickiego góruje nad miastem jako posępny symbol komunizmu i dominacji ZSRR nad schorowanym PRL – to na jego schodach główny bohater ma dokonać samospalenia. W trzeciej części sensacyjnego serialu telewizyjnego „Ekstradycja” podziemia pałacu były siedzibą oponentów komisarza Halskiego. Sam wieżowiec w ostatnim odcinku miał stać się celem potężnego zamachu terrorystycznego, przygotowanego przez prawicowe bojówki paramilitarne, jednakże komisarz Halski niemal w ostatniej chwili zneutralizował ładunek umieszczony w jego podziemiach. Zburzenie obiektu „udało się” natomiast we wcześniejszej komedii „Rozmowy kontrolowane”. Wydostający się spod gruzów bohater filmu, Ryszard Ochódzki, komentuje ten fakt: To się odbuduje. W komedii „Kiler” jest scena sprzedaży pałacu zagranicznym inwestorom. Pałac Kultury i Nauki ukazany jest również w polskich filmach „Miś”, „Haker”, „Ukryta gra”, „Rewers" oraz w japońskim filmie animowanym „Sky Crawlers” reżyserii Mamoru Oshii.

## Flora i fauna Pałacu Kultury i Nauki
- W 1996 r. (czyli po ponad 40 latach od budowy) na gmachu zaobserwowano występowanie 111 taksonów roślin naczyniowych[43].
- 43. piętro pałacu jest miejscem gniazdowania sokołów wędrownych. W 2009 w gnieździe zainstalowano kamery, transmisję można oglądać na stronach internetowych Stowarzyszenia na rzecz Dzikich Zwierząt „Sokół”[44]. W 2016, po pięciu latach przerwy, para sokołów doczekała się tam potomstwa. W konkursie internautów młodym sokołom nadano imiona: Bazyl, Orion i Wawa[45]. W 2017, w związku z pracami konserwacyjnymi iglicy i przeniesieniem przed sezonem lęgowym ich gniazda kilka pięter niżej, Franek i Giga przeniosły się na poziom techniczny wieżowca Warsaw Trade Tower. Tam doczekały się trójki młodych[46]. Wróciły do PKiN po zakończeniu remontu iglicy[47]. Od 2009 na stronie internetowej Stowarzyszenia na Rzecz Dzikich Zwierząt „Sokół“ jest dostępny podgląd na żywo z gniazda warszawskich sokołów (od 2019 z 7 kamer)[48].
- Na kondygnacji -2 mieszkają koty. Zwierzęta mają swoją opiekunkę, a administracja PKiN zapewnia im pożywienie. Dawniej było ich kilkadziesiąt, natomiast w czerwcu 2015 liczba tych zwierząt wynosiła 11[49].
- Od 2015 na dachu Teatru Studio znajduje się pasieka[50].

## Radiowo-Telewizyjne Centrum Nadawcze Warszawa (PKiN)

### Parametry
- Wysokość posadowienia podpory anteny: 112 m n.p.m.
- Wysokość obiektu: 237 m n.p.t.
- Wysokość zawieszenia systemów antenowych radiowych: 187, 200, 204, 210 m n.p.t.
- Wysokość zawieszenia systemów antenowych telewizyjnych: 216, 224, 226 m n.p.t.

### Transmitowane programy
Jako najwyższy budynek w Warszawie PKiN wykorzystano już w 1956 do emisji sygnałów radiowych. W 1974 na PKiN zainstalowano specjalną radiolinię dosyłającą program radiowej Jedynki do RCN w Konstantynowie. Antenę tej radiolinii zdemontowano dopiero w 2004 r. Obecnie z RTCN PKiN nadają następujące stacje:

#### Programy telewizyjne – analogowe, nadawane do 19 marca 2013
| LP | Program                | Właściciel                | Częstotliwość | Kanał | Moc nadajnika | Polaryzacja | Uwagi |
| -- | ---------------------- | ------------------------- | ------------- | ----- | ------------- | ----------- | --- |
| 1  | TVP1                   | Telewizja Polska S.A.     | 207,25 MHz    | 10    | 0,5 kW        | pozioma     | od 15 października 2008                                                                                               |
| 2  | TVP Info/ TVP Warszawa | Telewizja Polska S.A.     | 471,25 MHz    | 21    | 3 kW          | pozioma     | od 26 września 2008, od 3 października 1997 do 4 lipca 2003 nadawał tu TVN, od maja 2006 do 10 lipca 2007 testy DVB-H |
| 3  | TV Puls                | Telewizja PULS Sp. z o.o. | 487,25 MHz    | 23    | 3 kW          | pozioma     | od 26 września 2008                                                                                                   |
| 4  | TVP2                   | Telewizja Polska S.A.     | 511,25 MHz    | 26    | 3 kW          | pozioma     | od 26 września 2008                                                                                                   |
| 5  | TV4                    | Polskie Media S.A.        | 551,25 MHz    | 31    | 3 kW          | pozioma     | od listopada 2008, od 1992 do 29 sierpnia 1994 na tej częstotliwości Nowa Telewizja Warszawa                          |
| 6  | TVN                    | TVN S.A.                  | 575,25 MHz    | 34    | 3 kW          | pozioma     | od 26 września 2008, 26 i 27 października 2007 nadawane były na tej częstotliwości testy DVB-H                        |
| 7  | Polsat                 | Telewizja Polsat S.A.     | 663,25 MHz    | 45    | 3 kW          | pozioma     | od 26 września 2008, od 31 października 2007 do 25 września 2008 nadawane były na tej częstotliwości testy DVB-H      |

Od 22 lipca 2008 TVN, Polsat, TV4, Puls, kanały TVP oraz emisja DVB-T (od listopada 2008), są nadawane z masztu na PKiN, jak również z masztu w Łazach.

#### Programy radiowe
| Lp. | Program                              | Właściciel                                                                | Częstotliwość | Moc nadajnika | Polaryzacja | Uwagi |
| --- | ------------------------------------ | ------------------------------------------------------------------------- | ------------- | ------------- | ----------- | --- |
| 1   | Radio Wnet                           | Radio Wnet sp. z o.o.                                                     | 87,8 MHz      | 0,1 kW        | pionowa     | emisja regularna od 11 listopada 2018 r. |
| 2   | Meloradio                            | SPECTRUM FM Sp. z o.o.                                                    | 94,0 MHz      | 1 kW          | pionowa     | od 1 lipca 2002 do 1 czerwca 2005 nadawało tu Radio 94, od 1 czerwca 2005 do 13 lutego 2015 Antyradio, od 13 lutego 2015 do 4 września 2017 Radio Zet Gold                                                                                   |
| 3   | RMF Maxx Mazowsze                    | Radio Mazowsze Sp. z o.o.                                                 | 95,8 MHz      | 1 kW          | pionowa     | od 10 czerwca 1995 do stycznia 2003 Radio Mazowsze, od stycznia 2003 do 1 sierpnia 2006 Rock Radio Mazowsze, od 2 sierpnia 2006 do 30 sierpnia 2007 Radio Mazowsze                                                                           |
| 4   | Radio Plus Warszawa                  | Fundacja Radio Plus – Centrum                                             | 96,5 MHz      | 10 kW         | pionowa     | od 1993 do 28 czerwca 1994 nadawało tu Radio Maryja, a od 29 czerwca 1994 do września 1998 i od czerwca 2002 do 30 czerwca 2008 Radio Józef (w latach 2002–2005 Plus na 93,3 MHz)                                                            |
| 5   | TOK FM                               | INFORADIO Sp. z o.o.                                                      | 97,7 MHz      | 0,35 kW       | pionowa     | od 18 marca 1998 do 30 listopada 1998 Inforadio |
| 6   | Polskie Radio dla Ukrainy (okresowo) | Polskie Radio S.A.                                                        | 100,6 MHz     | 0,04 kW       | pionowa     | |
| 7   | Polskie Radio RDC                    | Polskie Radio – Regionalna Rozgłośnia w Warszawie „Radio dla Ciebie” S.A. | 101,0 MHz     | 12,9 kW       | pionowa     | od 1992 do 31 marca 1995 nadawało tu PR1 |
| 8   | Radio Kolor                          | MFM Sp. z o.o.                                                            | 103,0 MHz     | 3 kW          | pionowa     | od lutego 1993 |
| 9   | Rock Radio                           | ROM Sp. z o.o.                                                            | 103,7 MHz     | 0,2 kW        | pionowa     | od 1 października 1997 do 22 lutego 2000 nadawało tu Radio Classic, a od 23 lutego 2000 do 8 listopada 2005 Radio 103,7 Klasyka FM |
| 10  | Radio Warszawa                       | Diecezja Warszawsko-Praska                                                | 106,2 MHz     | 1 kW          | pionowa     | od 1996 do 19 lutego 1997 nadawało tu Katolickie Radio Warszawa, od 20 lutego 1997 do września 1998 i od 2002 do 6 grudnia 2006 Radio Warszawa Praga, od września 1998 do lutego 2000 Radio Plus Praga, a od lutego 2000 do 2002 Radio Praga |
| 11  | Antyradio                            | Radiostacja Sp. z o.o.                                                    | 106,8 MHz     | 0,4 kW        | pionowa     | od 4 grudnia 1996 do 5 grudnia 2008 nadawało tu Jazz Radio, od 6 grudnia 2008 do 13 lutego 2015 Radio Zet Chilli |
| 12  | Radio Zet                            | Radio Zet Sp. z o.o.                                                      | 107,5 MHz     | 30 kW         | pionowa     | od kwietnia 1997 |

W przeszłości z Pałacu Kultury nadawały między innymi radiowa Jedynka, Dwójka, Trójka, PR24, RMF Classic, Radio Eska, Vox FM, Radio Wawa czy Eska Rock, jednak między grudniem 2016 roku a lipcem 2017 roku wszystkie wymienione stacje przeniosły się na inne wieżowce w Warszawie. Na początku 2019 roku iglicę PKiN opuściło Radio Muzo.FM, a w lipcu 2019 roku – Radio Maryja.

#### Programy telewizyjne – cyfrowe
| Skład multipleksu  | Częstotliwość | Kanał | Moc nadajnika | Polaryzacja | Kompresja  | Uwagi |
| ------------------ | ------------- | ----- | ------------- | ----------- | ---------- | ----- |
| MUX 1              | 650 MHz       | 43    | 3,02 kW       | pozioma     | H.265/HEVC |       |
| MUX 2              | 538 MHz       | 29    | 3,02 kW       | pozioma     | H.265/HEVC |       |
| MUX 3 (Warszawa)   | 522 MHz       | 27    | 10 kW         | pozioma     | H.265/HEVC |       |
| MUX 4 (Polsat Box) | 578 MHz       | 34    | 3 kW          | pozioma     | H.265/HEVC |       |
| MUX 5 (Test TVP)   | 690 MHz       | 48    | 5,01 kW       | pozioma     | H.265/HEVC |       |
| MUX 8              | 191,5 MHz     | 7     | 17 kW         | pozioma     | MPEG-4     |       |

#### Programy radiowe – cyfrowe
| Skład multipleksu | Częstotliwość | Kanał | Moc nadajnika | Polaryzacja | Kierunkowość | Kompresja |
| --- | ------------- | ----- | ------------- | ----------- | ------------ | --------- |
| MUX R3 - Jedynka - Dwójka - Trójka - Czwórka - Radio Poland - PR 24 - Polskie Radio Chopin - Radio Dzieciom - Radio Dla Ciebie - Polskie Radio Kierowców | 183,648 MHz   | 6B    | 11 kW         | pozioma     | dookólna     | AAC/AAC+  |

## Dane techniczne
Opracowano na podstawie materiału źródłowego
- konstrukcja budynku: rama stalowa, wewnętrzny trzon stalowy, fundament skrzynkowy żelbetowy
- wysokość: 237 m ze wspornikiem antenowym (stanowiącym integralną część iglicy), 187,80 bez iglicy, 167,68 m bez „korony”
- liczba pięter: 42
- liczba pomieszczeń: 3288
- całkowita powierzchnia pomieszczeń: 123 084 m²
- kubatura: 817 000 m³
- zużycie energii elektrycznej: równe 30-tysięcznemu miastu
- Elewacja częściowo z płyt ceramicznych, obecnie mocno zabrudzonych – szacunkowy koszt renowacji elewacji oceniono w 2009 na 10–15 mln zł. W 2017 przeprowadzono na próbę nowatorskie w swej technice i bardziej ekonomiczne niż dawniejsze metody czyszczenie fasady Muzeum Techniki, która stanowi niewielką część całego budynku Pałacu Kultury i Nauki[59][60].
- spółka PKiN zatrudnia w budynku 330 osób – dysponuje własnymi elektrykami, hydraulikami, tapicerami.

## Galeria

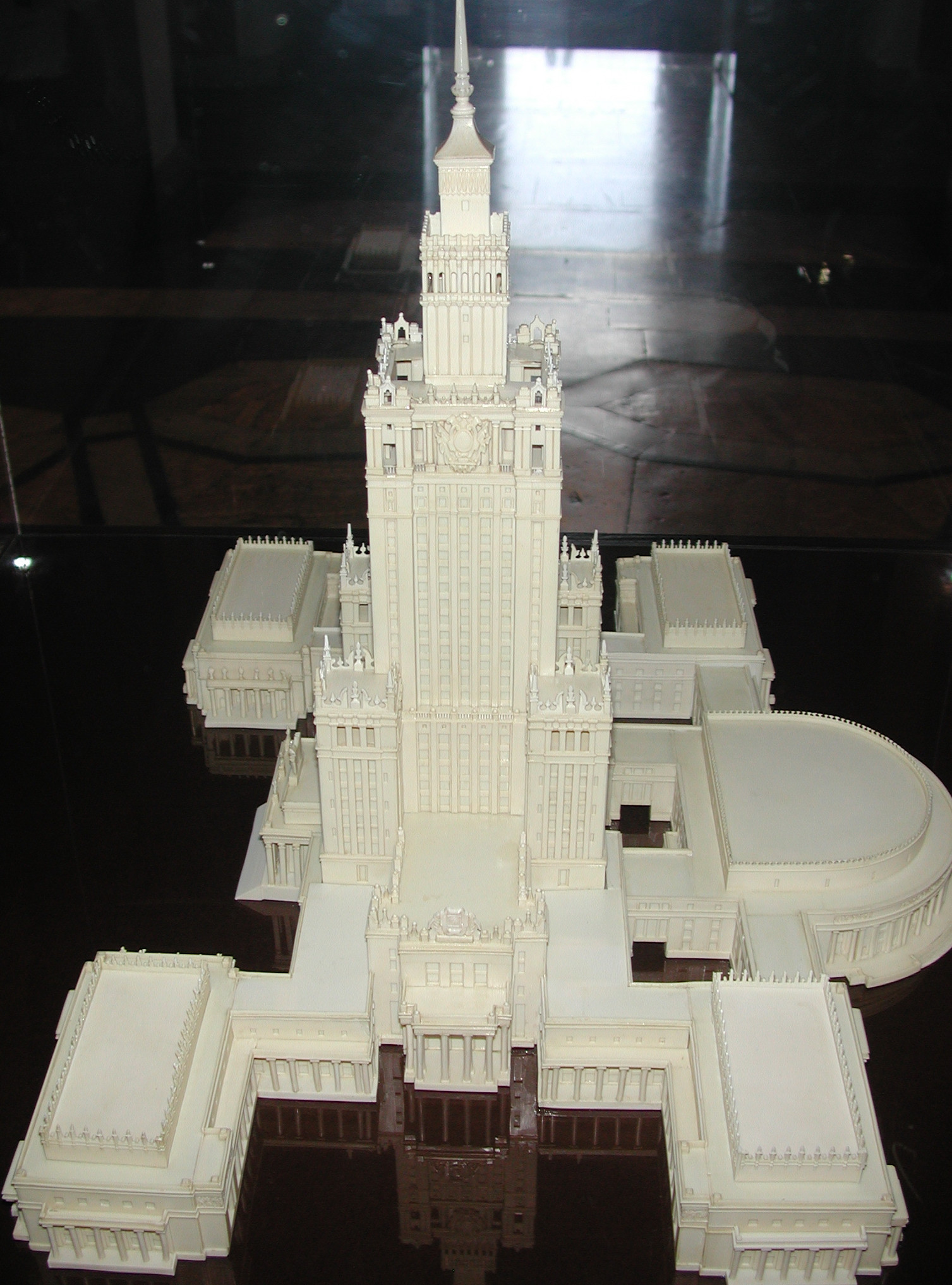
Makieta PKiN
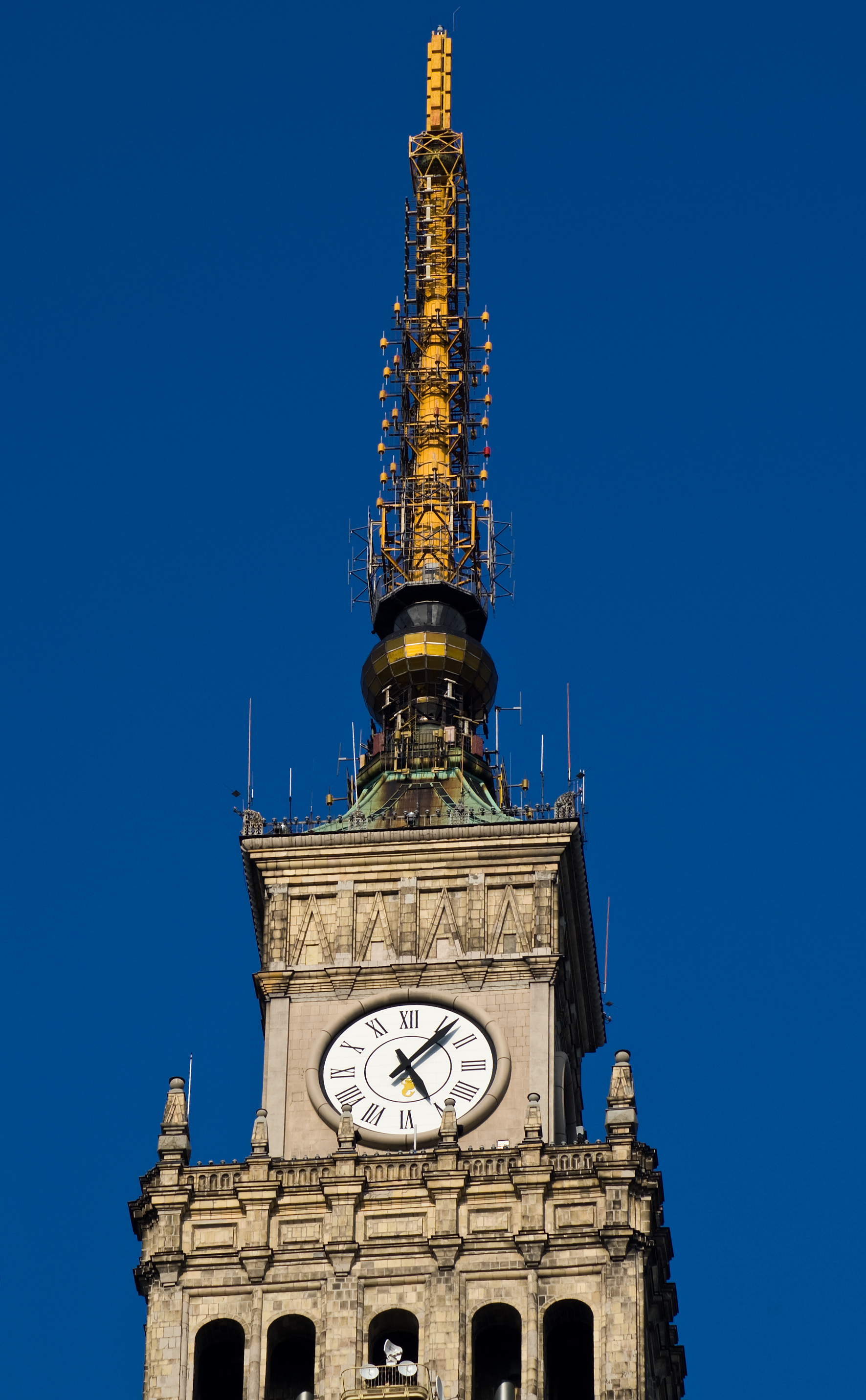
Wieża i zegar
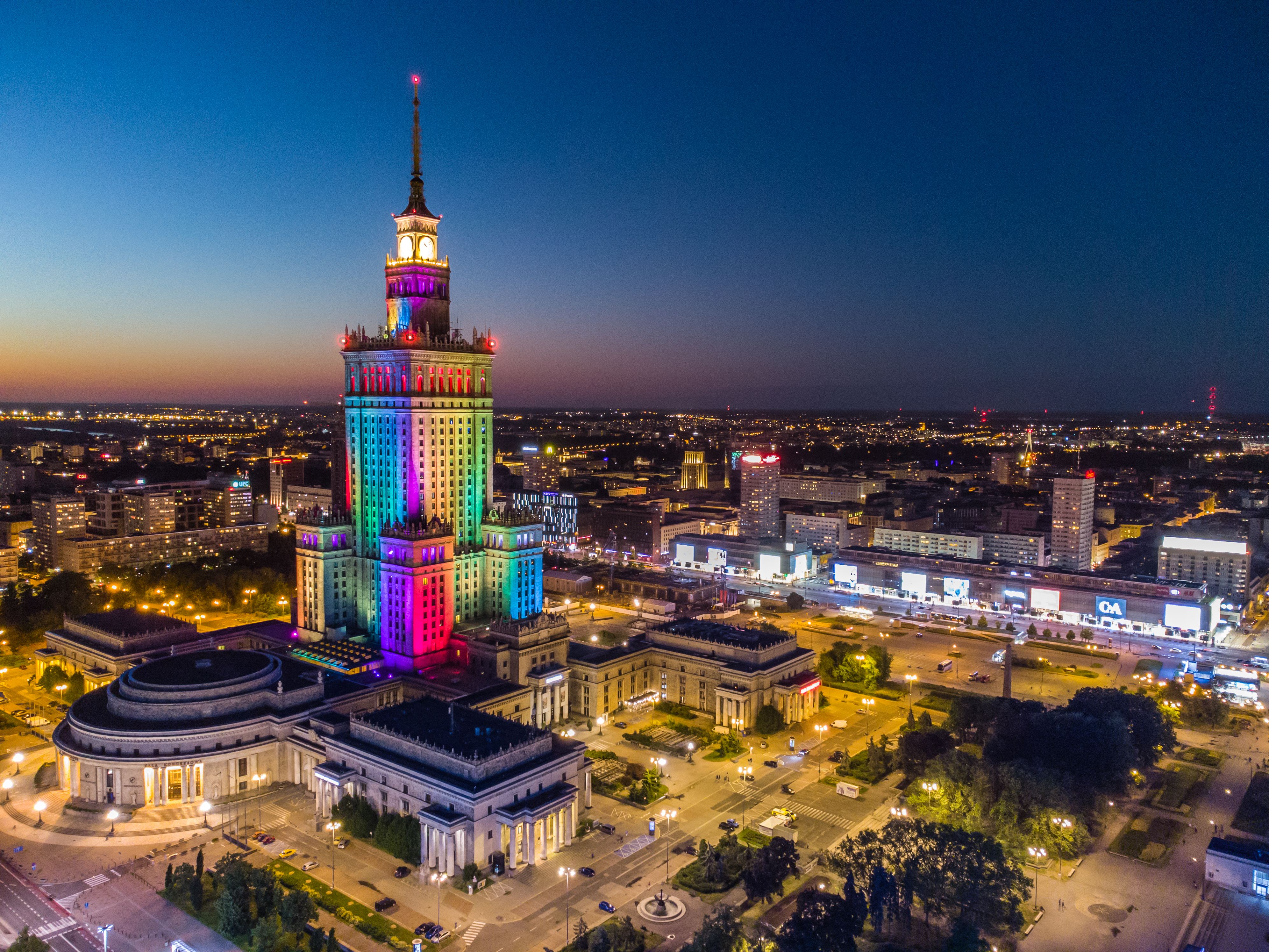
Pałac w nocnej iluminacji
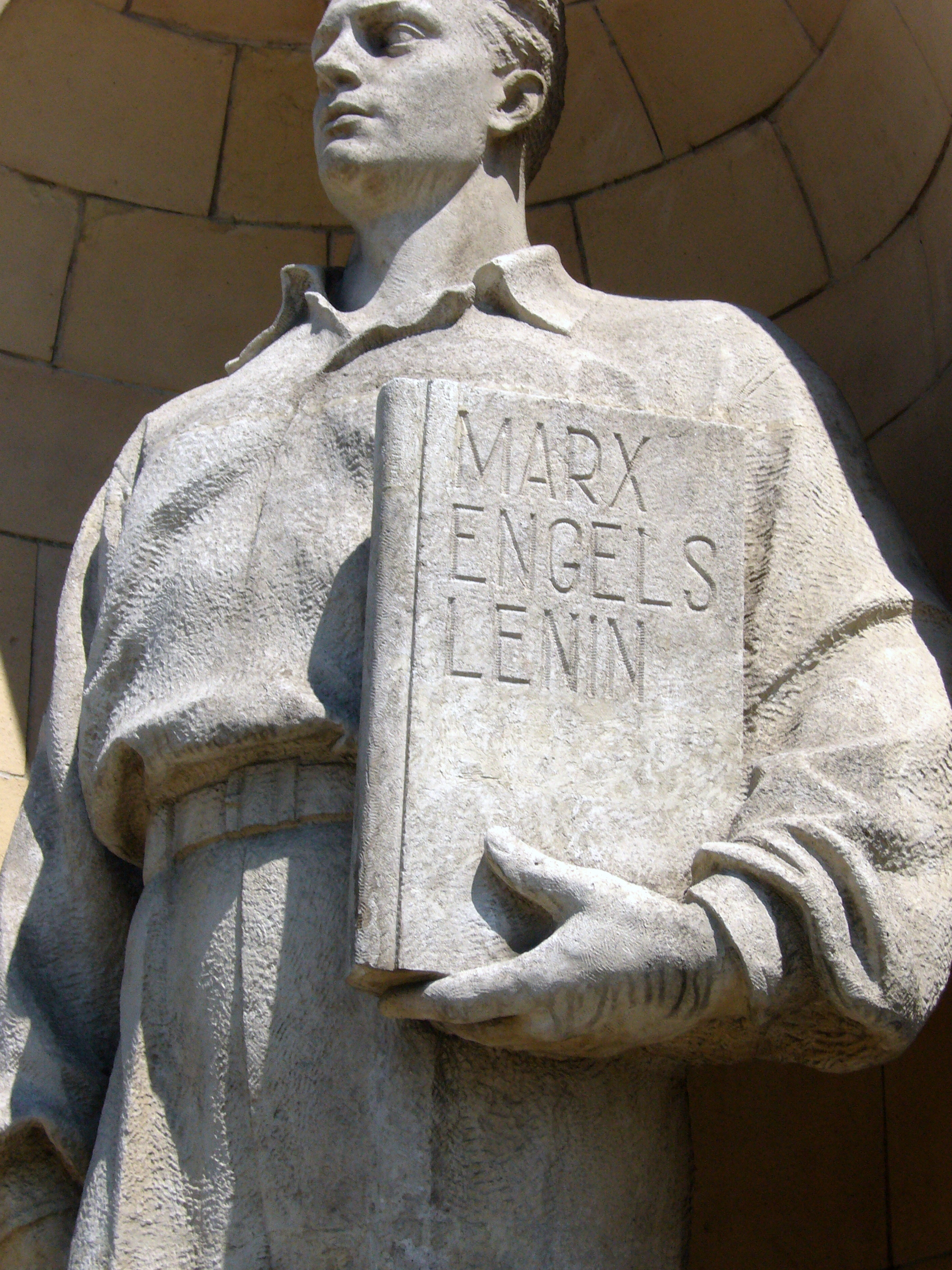
Socrealistyczna rzeźba na fasadzie PKiN. Oprócz Marx, Engels, Lenin widać ślad po Stalin. Słowo to usunięto z trzech miejsc budynku podczas odwilży gomułkowskiej
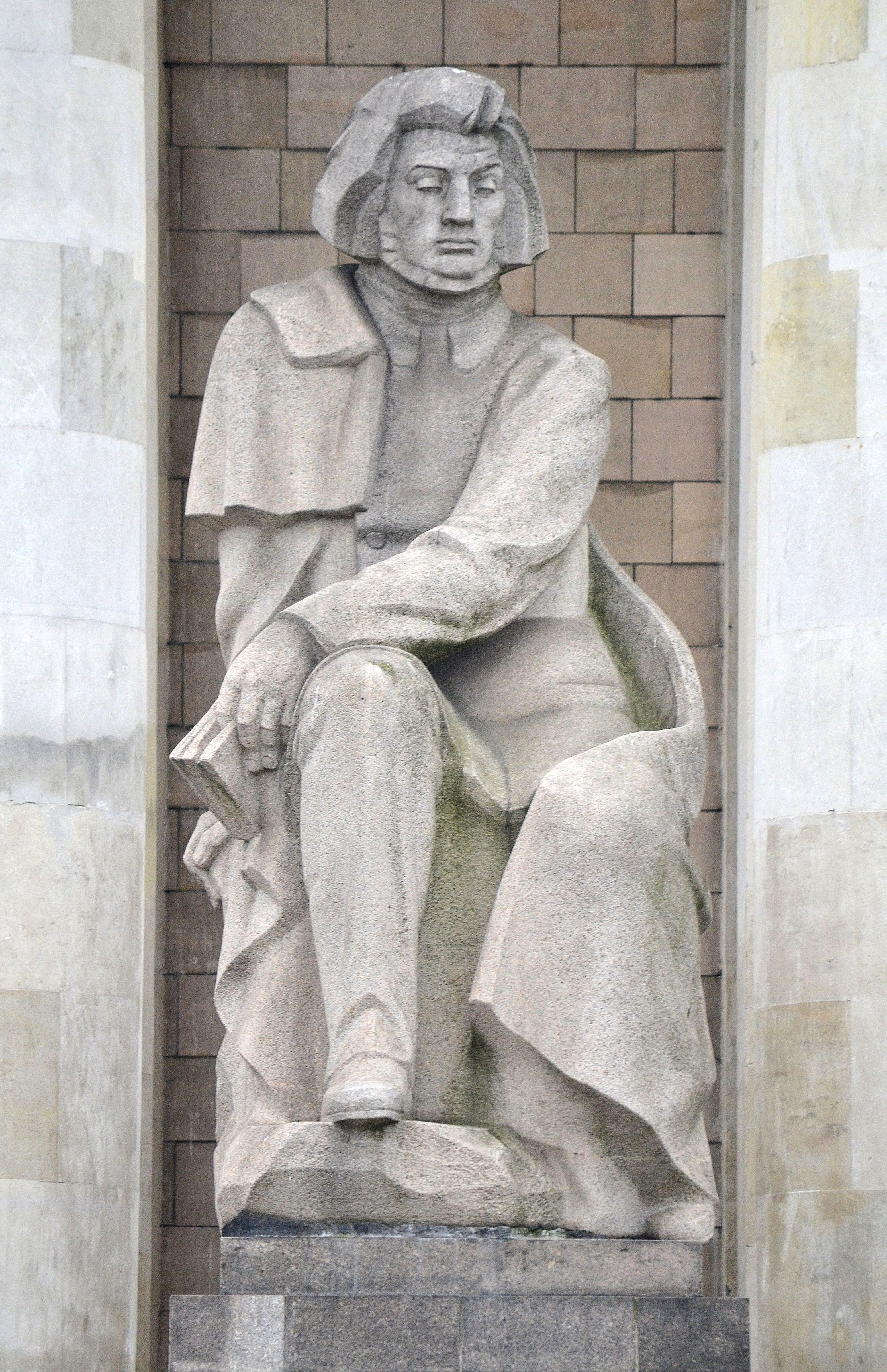
Pomnik Adama Mickiewicza
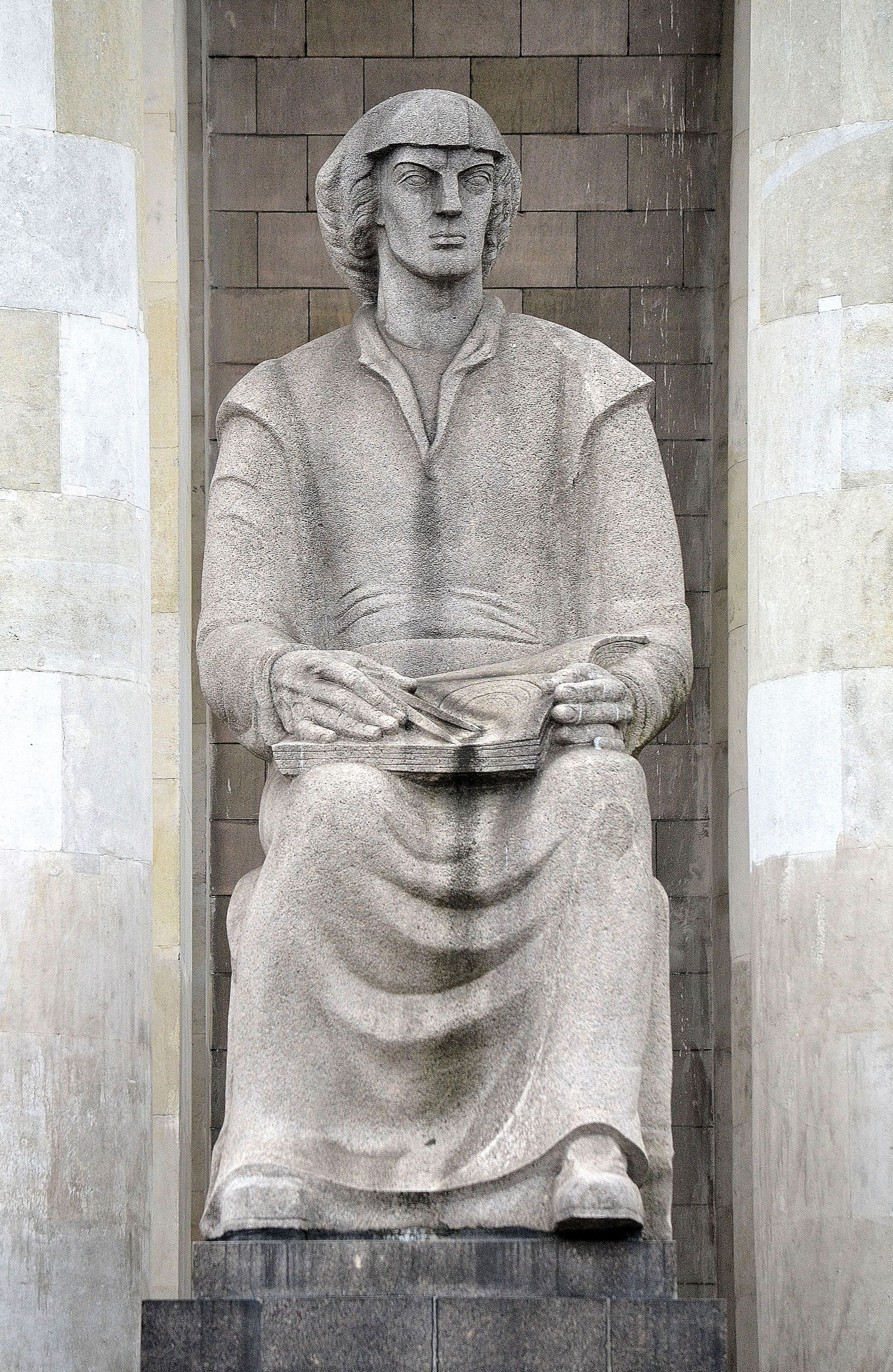
Pomnik Mikołaja Kopernika

## Publikacje o Pałacu Kultury i Nauki
- Pałac Kultury i Nauki, Jarosław Zieliński, Księży Młyn, Łódź 2012, ISBN 978-83-7729158-0
- Pałac w Warszawie, Waldemar Baraniewski, Raster, Warszawa 2014, ISBN 978-83-938244-3-4
- Jako dowód i wyraz przyjaźni. Reportaże o Pałacu Kultury, Czarne, Wołowiec 2015, ISBN 978-83-8049-118-2
- Kompleks Pałacu. Życie społeczne stalinowskiego wieżowca w kapitalistycznej Warszawie, Michał Murawski, Muzeum Warszawy, Warszawa 2015, ISBN 978-83-62189-48-9
- Pałac. Biografia Intymna, Beata Chomątowska, Znak, Kraków 2015, ISBN 978-83-240349-4-9
- PKiN, Jacek Fota, Centrum Architektury, Warszawa 2015, ISBN 978-83-937716-6-0
- Przed wojną i pałacem, Magdalena Stopa, Dom Spotkań z Historią, Warszawa 2015, ISBN 978-83-62020-73-7
- Spacerownik - Pałac Kultury i Nauki. Socrealistyczna Warszawa, Tomasz Urzykowski, Jerzy S. Majewski, Agora, Warszawa 2015, ISBN 978-83-268-2252-0